# Kulturlandschaft Dresdner Elbtal

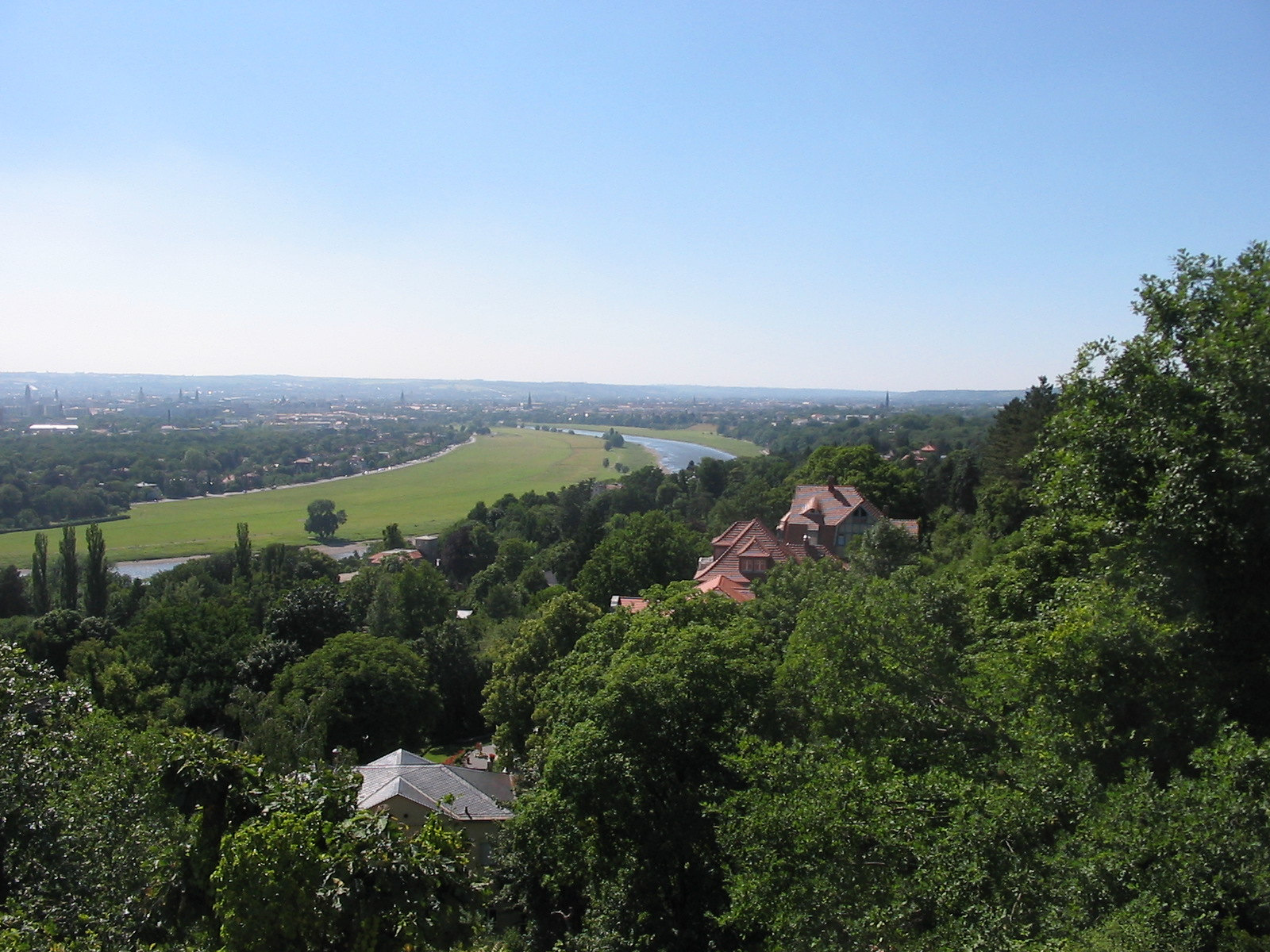
Elbwiesen und Flussbögen − der Blick vom „Balkon Dresdens“ (Luisenhof) in Richtung Innenstadt vor dem Beginn der Bauarbeiten an der Waldschlößchenbrücke

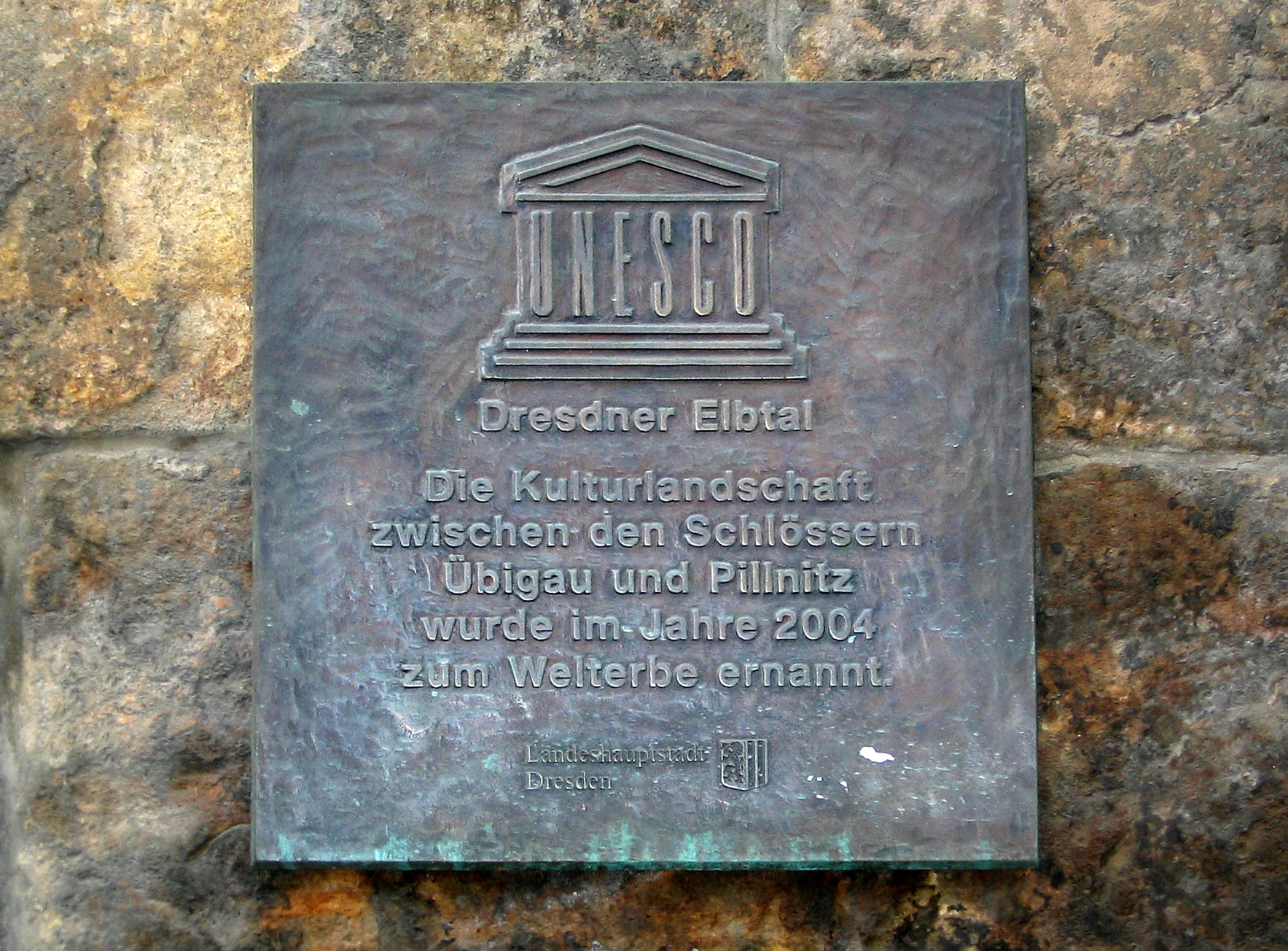
Schautafel zum Welterbe Dresdner Elbtal an der Sandsteinmauer der Pillnitzer Landstraße unweit der Talstation der Schwebebahn

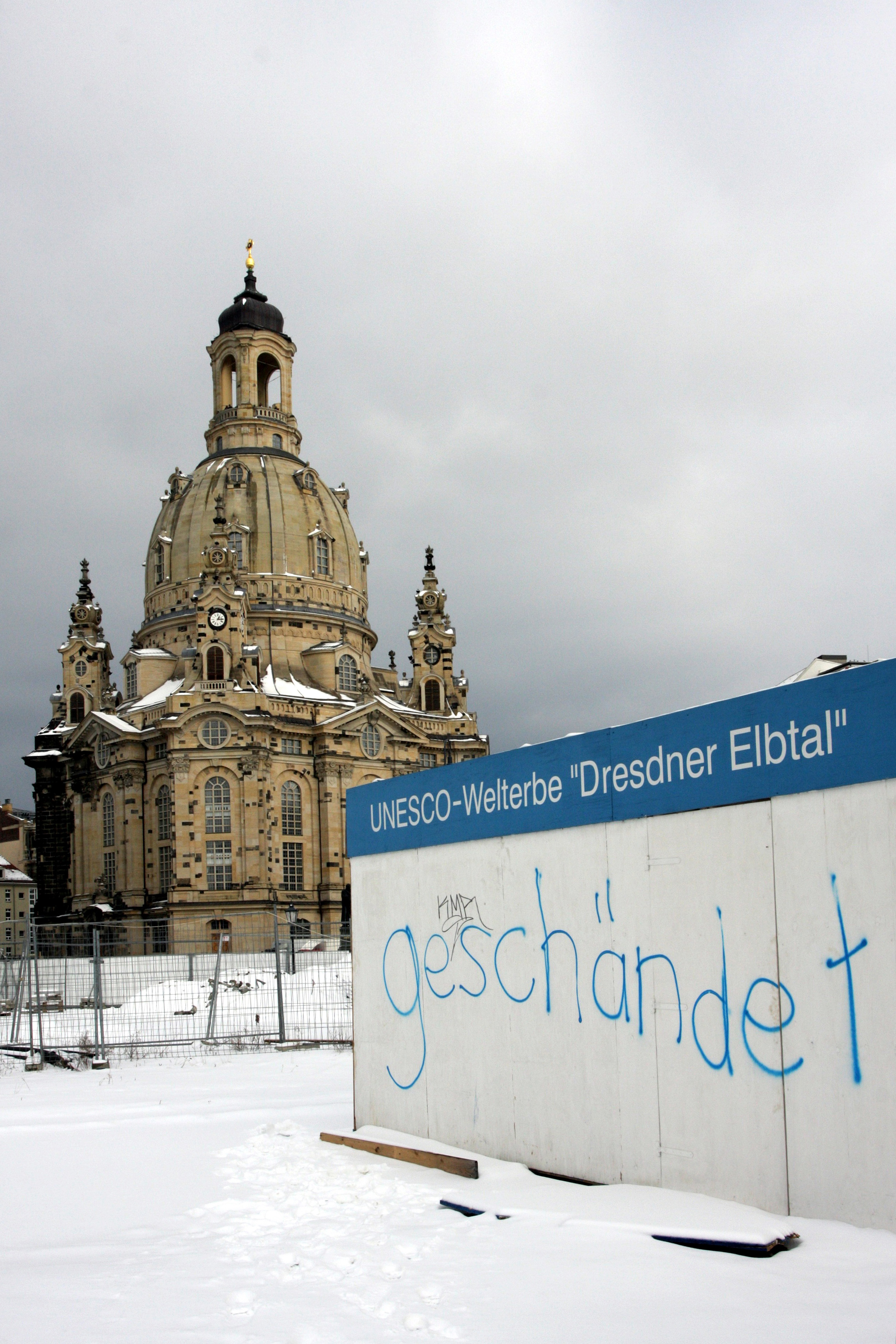
Welterbe „geschändet“ (Neumarkt 2010)

Als Kulturlandschaft Dresdner Elbtal werden bzw. wurden die elbnahen, für großstädtische Verhältnisse relativ dünn besiedelten Flächen des Elbtalkessels innerhalb der sächsischen Landeshauptstadt Dresden bezeichnet. Die Eingrenzung dieses Areals und die Erörterung seines kulturlandschaftlichen Charakters erfolgte im Rahmen des Antragsverfahrens zur Aufnahme in das UNESCO-Welterbe. In ihrer Begründung für die Verleihung des Titels würdigte die UNESCO neben den landschaftlichen und architektonischen Qualitäten des Elbtals auch „die Schätze der staatlichen Kunstsammlungen und die lebendigen Traditionen in Musik und bildender Kunst“.
Die 2004 erfolgte Aufnahme in das Weltkulturerbe wurde anlässlich der Übergabe der Ernennungsurkunde im Sommer 2005 feierlich begangen. Ein Jahr darauf, im Juli 2006, wurde das Elbtal in die Liste des gefährdeten Welterbes eingetragen und ihm nach weiteren drei Jahren, im Juni 2009, als einer von nur drei Stätten in der Geschichte des Welterbes der Titel aberkannt, weil die UNESCO die 2007–2013 erbaute Waldschlößchenbrücke als landschaftszerstörend betrachtet: Der Verkehrszug Waldschlößchenbrücke überquert die geschützten Elbwiesen auf einer Strecke von knapp 800 m und zerteilt laut Gutachten „den zusammenhängenden Landschaftsraum des Elbbogens an der empfindlichsten Stelle“.

## Beschreibung der Kulturlandschaft
Die Prägung Dresdens durch die Landschaft der Elbe drückt sich bereits im Stadtnamen aus; Dresden ist dem altsorbischen Drežďany entlehnt, welches Auwaldbewohner bedeutet.
Die Ausgestaltung der Kulturlandschaft wird einerseits durch die weiter unten folgenden Abschnitte erläutert, sowie darüber hinaus auch in den hier tabellarisch aufgezählten Einzelartikeln zu Objekten innerhalb des ehemaligen Welterbe-Areals:
| Landschaften und Freiflächen (in der Welterbe-Kernzone) |
| Borsberg                                                |
| Elbhänge                                                |
| Elbinsel                                                |
| Elbwiesen                                               |
| Ostragehege                                             |
|                                                         |
|                                                         |
| Parkanlagen:                                            |
| – Blasewitzer Waldpark                                  |
| – Elbschlösser-Parks                                    |
| – Pillnitzer Schlosspark                                |
| – Rosengarten                                           |
|                                                         |
|                                                         |
| Plätze:                                                 |
| – Brühlsche Terrasse                                    |
| – Neumarkt                                              |
| – Neustädter Markt                                      |
| – Schillerplatz                                         |
| – Schloßplatz                                           |
| – Theaterplatz                                          |

| Dorfkerne (beim Welterbe erwähnt)         |
| Blasewitz                                 |
| Hosterwitz                                |
| Laubegast                                 |
| Loschwitz                                 |
| Mickten                                   |
| Niederpoyritz                             |
| Oberpoyritz                               |
| Pieschen                                  |
| Pillnitz                                  |
| Söbrigen                                  |
| Übigau                                    |
| Wilsdruffer Vorstadt                      |
| Wachwitz                                  |
|                                           |
|                                           |
| Spezielle Objekte (beim Welterbe erwähnt) |
| Staatliche Kunstsammlungen                |
| Sächsische Dampfschiffahrt                |
| Schwebebahn                               |
| Standseilbahn                             |

| Bauwerke (in der Welterbe-Kernzone)            |
| Albertinum                                     |
| Alte Feuerwache Loschwitz                      |
| Altstädtische Hauptwache                       |
| Bärenzwinger                                   |
| Blockhaus (Neustädter Wache)                   |
| Erlweinspeicher                                |
| Fernsehturm Wachwitz                           |
| Georgentor                                     |
| Kunstakademie (Hochschule für Bildende Künste) |
| Johanneum                                      |
| Landtagsgebäude                                |
| Leonhardi-Museum                               |
| Luisenhof                                      |
| Wasserwerk Saloppe                             |
| Schillergarten                                 |
| Schillerhäuschen                               |
| Sekundogenitur                                 |
| Semperoper                                     |
| Gebäude der Staatskanzlei                      |
| Stallhof                                       |
| Synagoge                                       |
| Zwinger                                        |

|                           |
| Denkmale, Monumente:      |
| – Cholerabrunnen          |
| – Fürstenzug              |
| – Goldener Reiter         |
|                           |
|                           |
| Kirchen:                  |
| – Frauenkirche            |
| – Katholische Hofkirche   |
| – Loschwitzer Kirche      |
| – Maria am Wasser         |
| – Weinbergkirche Pillnitz |
|                           |
|                           |
| Schlösser/Palais:         |
| – Schloss Albrechtsberg   |
| – Coselpalais             |
| – Schloss Eckberg         |
| – Japanisches Palais      |
| – Kurländer Palais        |
| – Lingnerschloss          |
| – Schloss Pillnitz        |
| – Residenzschloss Dresden |
| – Taschenbergpalais       |
| – Schloss Übigau          |
| – Schloss Wachwitz        |

|                             |
| Elbbrücken:                 |
| – Albertbrücke              |
| – Augustusbrücke            |
| – Blaues Wunder             |
| – Carolabrücke              |
| – Marienbrücke              |
| – Waldschlößchenbrücke      |
|                             |
|                             |
| Villen:                     |
| – Brücke-Villa              |
| – Villa Fallnichtein        |
| – Villa Hartmann            |
| – Villa Ilgen               |
| – Villa Marie               |
| – Villa Marienlust          |
| – Villa Muttersegen         |
| – Villa Orlando             |
| – Villa San Remo            |
| – Villa Stockhausen         |
| – Therese-Malten-Villa      |
| – Villa Thorwald            |
| – Villa Wollner             |
| – Mietvilla Wollnerstraße 3 |

### Lage

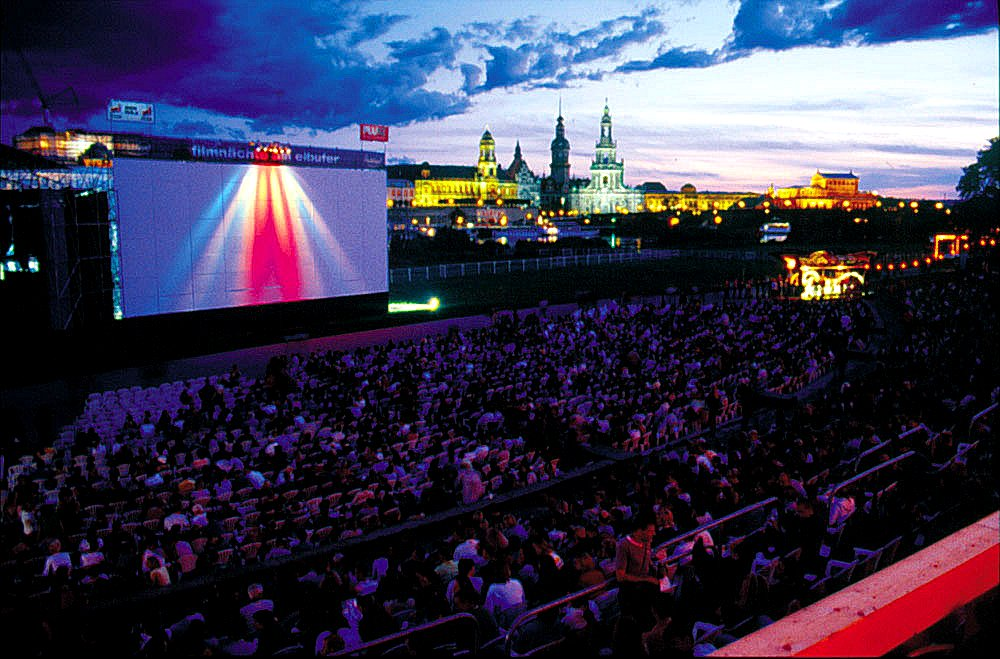
Das Dresdner Elbtal ist eine großstädtische Kulturlandschaft mit naturnahen und urbanen Teilräumen (hier: Filmnächte am Elbufer)

Die Kulturlandschaft Dresdner Elbtal umfasst den etwa 20 km langen Abschnitt des Flusslaufs der Elbe auf dem Gebiet der sächsischen Landeshauptstadt zwischen der südöstlichen Stadtgrenze bei Dresden-Söbrigen und dem Dresden-Übigauer Elbbogen nahe der westlichen Stadtgrenze.
Der Kulturraum liegt in einem engen Bereich des Elbtalkessels, der hier in Mäandern vom Strom durchflossen wird. Entlang seiner östlichen Hälfte wird das geschützte Tal nach Nordosten hin vom größtenteils bewaldeten Elbhang begrenzt. Da das Elbtal klimatisch begünstigt liegt, wird am Elbhang an mehreren Stellen Wein angebaut. Die Jahresdurchschnittstemperaturen mit 9,3 Grad in Radebeul und fast 10 Grad in Dresden-Neustadt zählen zu den höchsten in ganz Deutschland.
Auf Grund verschiedener Aspekte, insbesondere dem des Hochwasserschutzes, durften und dürfen viele flussnahe Teile der Kulturlandschaft nicht bebaut werden. Dadurch wurden die weitläufigen Grünflächen des Dresdner Elbtals erhalten und in die Struktur der angrenzenden Stadtteile einbezogen.

### Landschaft

#### Landschaftseinheiten

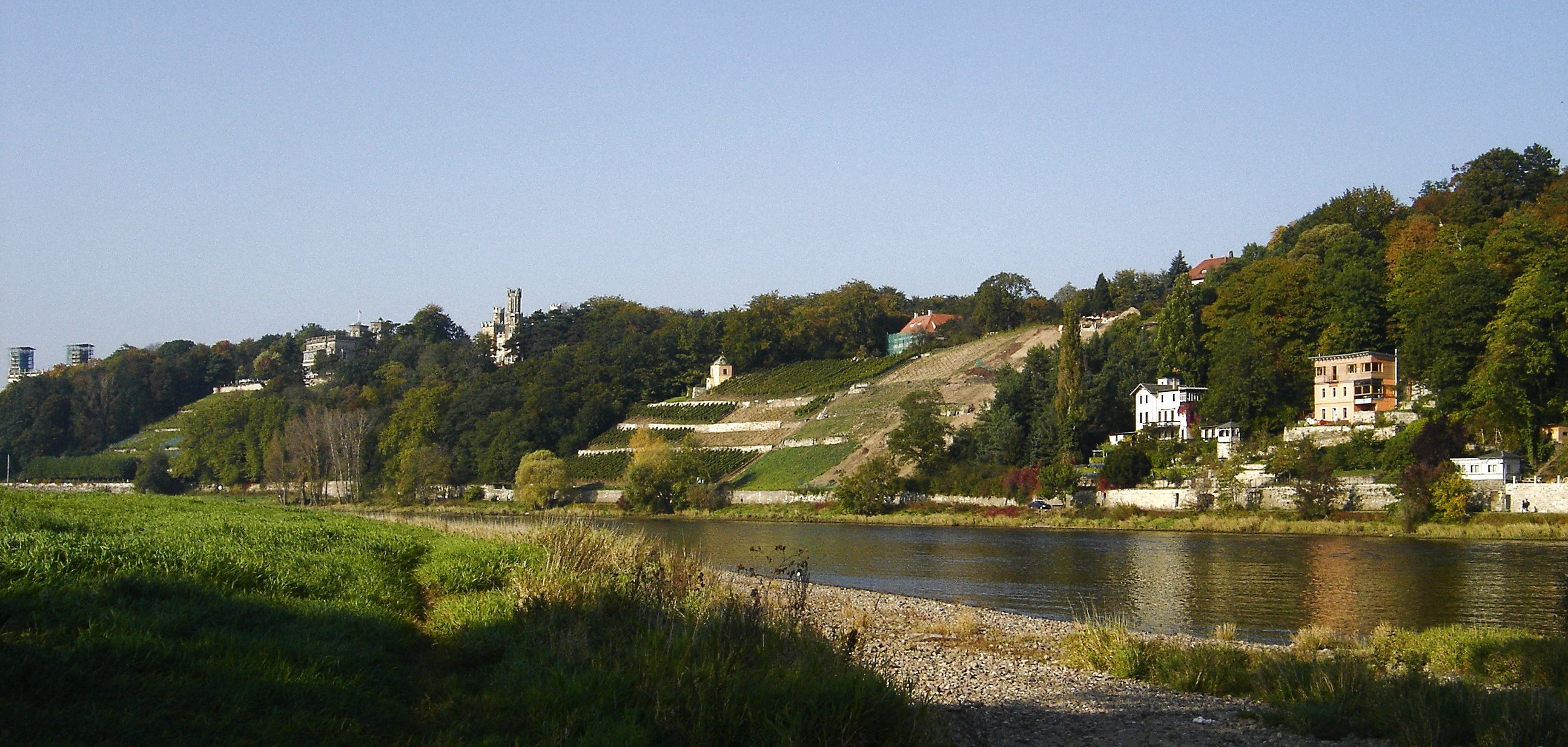
Elbhang zwischen Blauem Wunder und Innenstadt

Die Kulturlandschaft im Elbtal steht großräumig unter Landschaftsschutz und ist als Fauna-Flora-Habitat ausgewiesen. Dieser Schutz wird durch kleinräumige Naturschutzgebiete und (Flächen-)Naturdenkmale ergänzt. Die vom Menschen überformte Landschaft lässt Platz für Habitate naturnaher Vegetation, beherbergt bedrohte Arten und stellt als Flusslandschaft Zwischen- oder Winterquartiere im Vogelzug bereit.

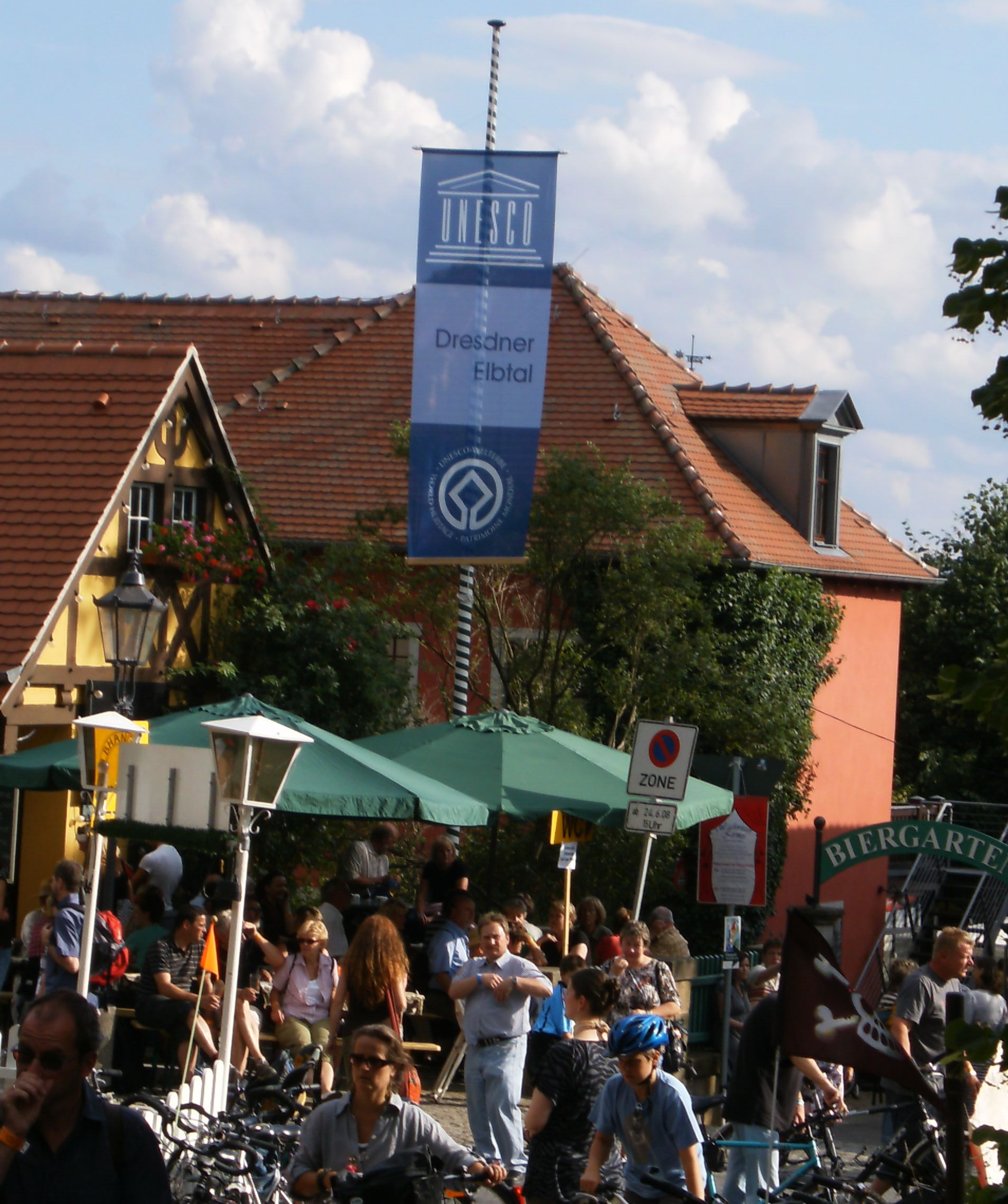
Entlang der Elbhänge findet jährlich am letzten Juniwochenende das Elbhangfest statt

Die Elbhänge ziehen sich über 12,5 km von Pillnitz im Südosten bis zur Radeberger Vorstadt. Die Hänge sind sehr unterschiedlich ausgeprägt, aber fast durchgängig bewaldet. Den westlichen Beginn markieren die hängenden Gärten der Elbschlösser. In Pillnitz befinden sich Teile der Hänge unter Naturschutz und erreichen Höhenunterschiede von bis zu 200 Metern. Die Hänge sind die markante Grenze zwischen Elbtalkessel und Westlausitzer Hügel- und Bergland. Die Weinberge an den Elbhängen in Pillnitz, Wachwitz und Loschwitz bilden die Großlage Elbtal im Weinbaugebiet Sachsen. Die Elbhänge werden unterbrochen von engen Nebentälern wie dem Mordgrund und dem Keppgrund. Der Loschwitzgrund war und ist in Vergangenheit und Gegenwart ein wichtiger Verkehrsweg, die Grundstraße überwindet darin etwa 125 Höhenmeter auf dem Weg nach Bühlau und ins Schönfelder Hochland.

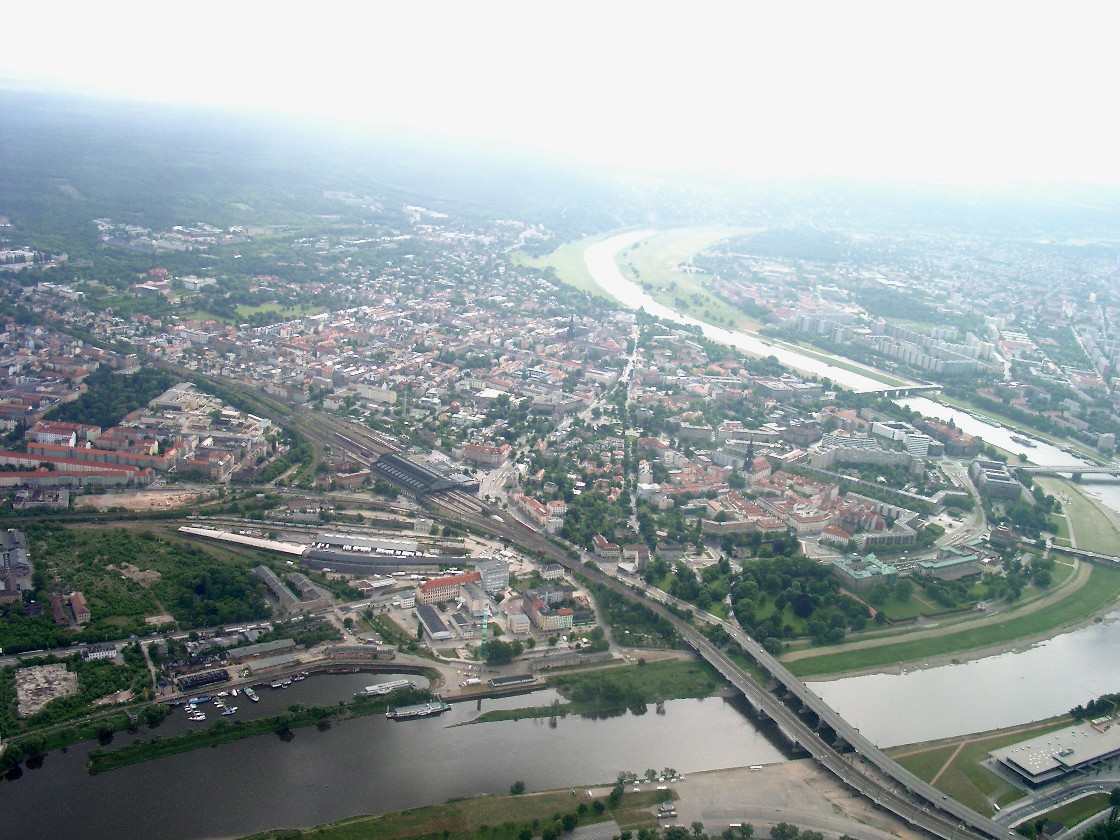
Die Elbwiesen gegenüber der Altstadt und auf Höhe des Waldschlösschens im Hintergrund

Die Elbwiesen erstrecken sich über die gesamte Länge des ehemaligen Weltkulturerbegebiets. Der Charakter der Wiesen ist sehr unterschiedlich und die Breite dieser Uferwiese durch Bebauung (z. B. Brühlsche Terrasse) und die Elbhänge eingegrenzt. Die Flächen werden landwirtschaftlich und wasserwirtschaftlich genutzt. Die Elbwiesen verbinden viele andere Landschaftseinheiten. Die rechte Elbwiese schließt an der Inneren Neustadt an die kleinen Parks Rosengarten, Königsufer und Palaisgarten an. Als Überflutungsgebiet spielen die Elbwiesen für den Hochwasserschutz Dresdens eine besondere Rolle. An einigen Stellen sind Talglatthaferwiesen als Flächennaturdenkmal ausgewiesen (so am Johannstädter Elbufer und im Ostragehege), um ihren reichen Pflanzenbestand zu schützen. Diese Pflanzengesellschaft wie auch viele einzelne Arten in diesen Verbänden gelten in Deutschland als vom Aussterben bedroht.
Das Ostragehege im Westen des Stadtbezirks Altstadt befindet sich auf dem Umlaufberg eines engen Elbbogens. Ursprünglich Teil der flachen Auenlandschaft und wegen der stetigen Hochwassergefahr kaum bebaut, änderte sich der Charakter des Ostrageheges durch die Flutrinne und den neuen Städtischen Vieh- und Schlachthof auf einem künstlich erhöhten Bereich. Der Elbe zu reiht das etwa 5 Hektar große Flächennaturdenkmal Pieschener Allee vier Lindenhecken auf. Die Allee führt zu einer ehemaligen Fährstelle im Pieschener Winkel, wird heute aber als Sackgasse kaum noch genutzt und ist auch nicht als Straße ausgebaut.

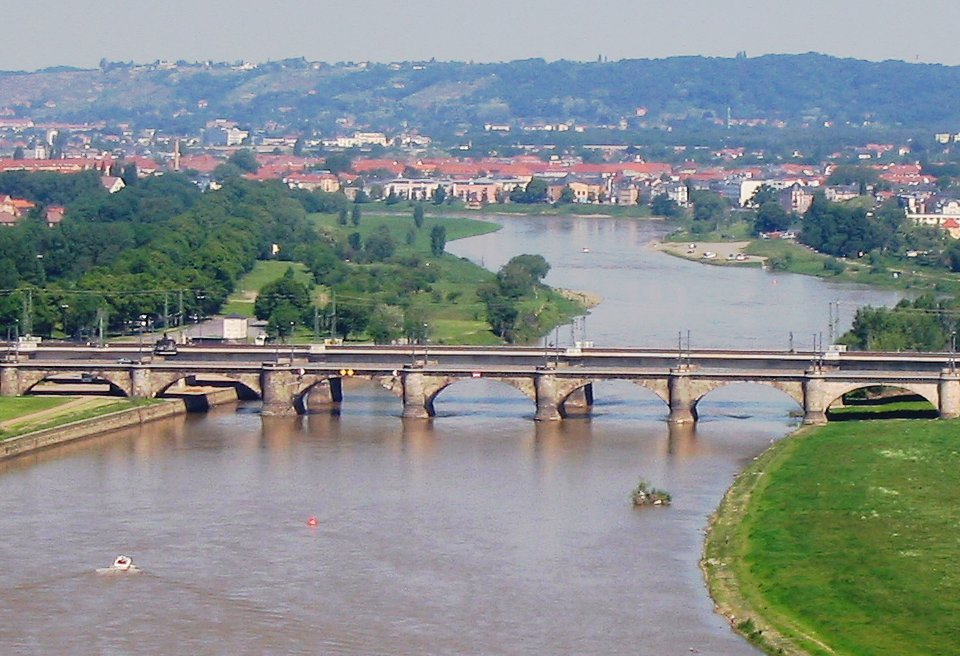
Die Elbe westlich der Innenstadt: Links hinter der Marienbrücke die Pieschener Allee, rechts im Hintergrund Pieschen

Der Waldpark in Blasewitz ist ein Rest des ursprünglich bis zur Stadtfestung reichenden Waldgebiets Blasewitzer Tännicht. Auf Grund des sehr sandigen Untergrunds bestand dieser nicht aus typischer Auenbewaldung, sondern aus Kiefern und Fichten. Ähnliche hochstämmige Nadelbäume der ursprünglichen Vegetation befinden sich in Kleinzschachwitz und Zschieren. Er entstand in einer Zeit, als durch die starke Grundstücksnachfrage in den Villenkolonien anderwärts fast alle ursprünglichen Waldparzellen überbaut wurden.
Auf Höhe des Schlosses Pillnitz befindet sich die Pillnitzer Elbinsel. Außer der Pillnitzer Elbinsel und der Gauernitzer Elbinsel bei Coswig wurden alle Inseln im Elbtalkessel im Zuge des Flussausbaus abgetragen. Die Pillnitzer Elbinsel entstand aber in ihrer heutigen geschlossenen Form erst durch den Ausbau und die Zusammenführung mehrerer Schotter und Sandbänke. Sie ist ein Naturschutzgebiet, darf nicht betreten werden und wird demnach auch nicht gepflegt. Zu ihrer naturnahen, selbstregulierenden Vegetation gehören eine Weich- und Hartholzauenzone und eine Glatthaferwiese, die durch ausbleibende Pflege wieder verwaldet.

#### Landschaftlicher Charakter
Das Dresdner Elbtal ist keine durchgängig arrangierte Parklandschaft, der ein gestalterisches Gesamtkonzept zu Grunde liegt. Vielmehr ist sie über Jahrhunderte überformt worden, wobei stellenweise planerisch eingegriffen wurde. Im Bereich der Innenstadt nimmt das Elbtal zunehmend den Charakter einer Stadtlandschaft an. Am Königsufer (gegenüber der Dresdner Altstadt) gehen die Elbwiesen in kleinere Parks über, so zum Beispiel der Palaisgarten. Auch das Ostragehege ist mit dem künstlichen Umlaufberg und den Alleen durch Hans Erlwein mit ersten Methoden der Stadtplanung gestaltet worden. Wichtiges Element der Kulturlandschaft sind die Elbwiesen, die alle Bestandteile verbinden.

### Siedlungsstruktur und Architektur
Zum ehemaligen Weltkulturerbe zählen zahlreiche Objekte aus verschiedenen Jahrhunderten. Sie dokumentieren an verschiedenen Stellen die Siedlungs- und Wirtschaftsgeschichte Dresdens seit der Renaissance. Dazu zählen auch verschiedenartige Sakral- und Profanbauwerke entlang der Elbe.

#### Stadtteile und Dorfkerne

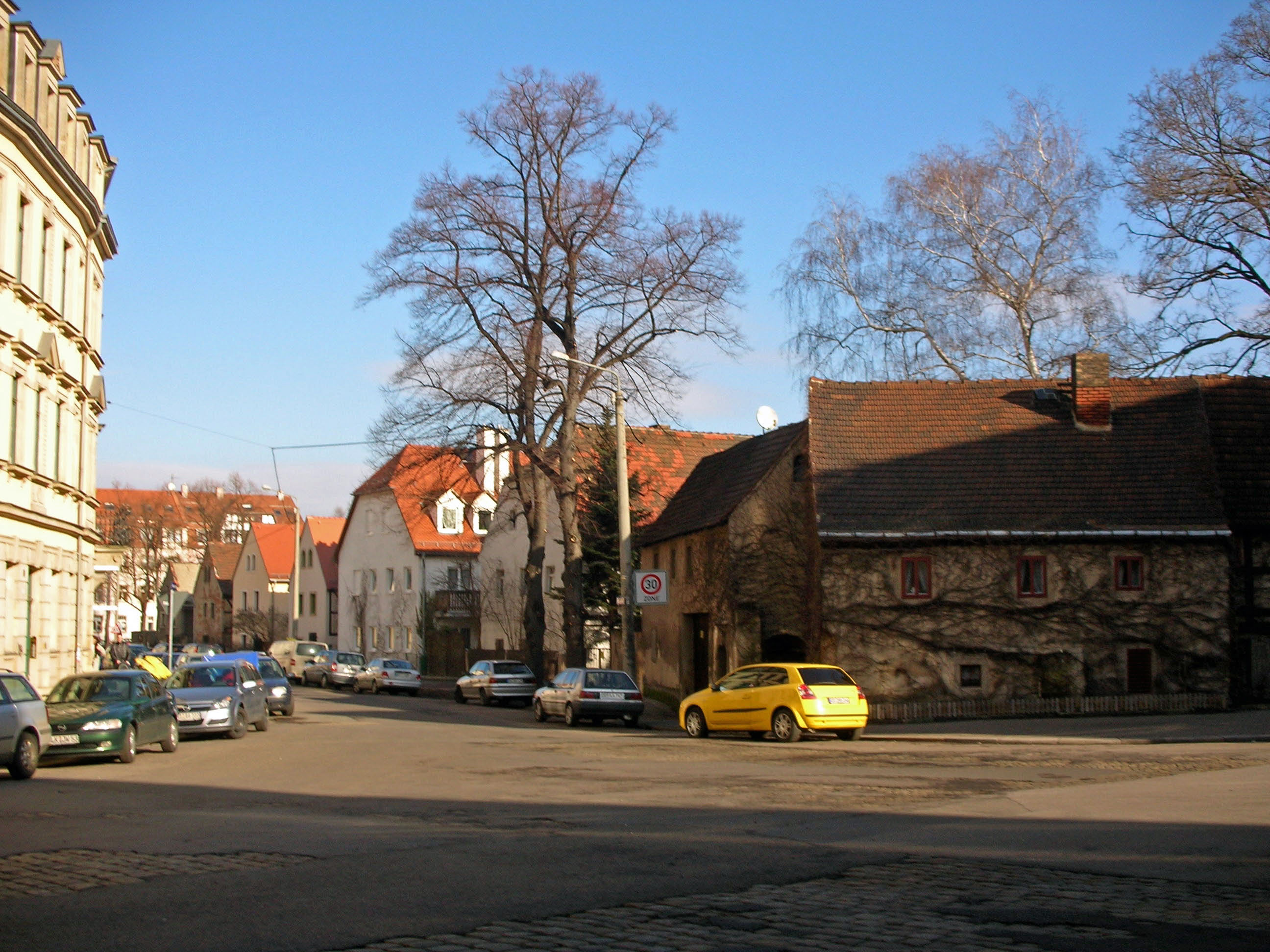
Altpieschen

Das Dresdner Elbtal schließt verschiedene Stadtteile ein. Dazu zählen neben der Dresdner Altstadt zahlreiche alte Dorfkerne aus der Zeit der sorbischen Besiedlung auf beiden Seiten der Elbe. Erwähnt werden die Dorfkerne von Söbrigen, Oberpoyritz, Pillnitz, Hosterwitz, Niederpoyritz, Laubegast, Wachwitz, Loschwitz und Blasewitz oberhalb der Innenstadt sowie flussabwärts die von Pieschen, Mickten und Übigau. Daneben gibt es noch weitere Dorfkerne in der Pufferzone, so Kleinzschachwitz oder Tolkewitz.
Einige Dorfkerne wie der von Blasewitz, Pieschen und Mickten sind während der Industrialisierung und vor allem während der Gründerzeit suburban um- und überbaut worden. In verkleinerter Form blieben aber auch dort die dörflichen Kerne bis heute erhalten. Eine Besonderheit ist der erhaltene Dorfkern in der Wilsdruffer Vorstadt, der im innerstädtischen Vorstadtgürtel liegt.
Ein markantes Beispiel für die Entwicklung der Stadtteile in der Gründerzeit ist der Schillerplatz am Blauen Wunder, in Nachbarschaft einiger erhalten gebliebener Gebäude des ehemaligen Dorfes Blasewitz. Westlich von Blasewitz schließt sich mit der Johannstadt ein Segment des Vorstadtgürtels an. Auch die anderen Teile des Vorstadtgürtels, Pirnaische Vorstadt, Radeberger Vorstadt, Wilsdruffer Vorstadt und Friedrichstadt, gehörten jeweils anteilig mit zum Welterbe.
Aus der Inneren Neustadt gehören beispielsweise die ufernahen Gebäude (Staatskanzlei) des Regierungsviertels, der Neustädter Markt mit dem Blockhaus und dem Goldenen Reiter sowie der Palaisplatz mit dem Japanischen Palais zur Kernzone des ehemaligen Weltkulturerbes. Die Innere Neustadt wurde nach einem Stadtbrand bis 1732 als „Neue Königliche Stadt“ nach barocken stadtplanerischen Vorstellungen in Form eines Halbkreises um den zentralen Albertplatz erbaut. Der Elbbogen vor der Dresdner Altstadt wurde dabei als Formgeber aufgenommen. Die Elbwiesen und das Königsufer sind für diesen sektorähnlichen Stadtteil die äußere Begrenzung.

#### Bauwerke

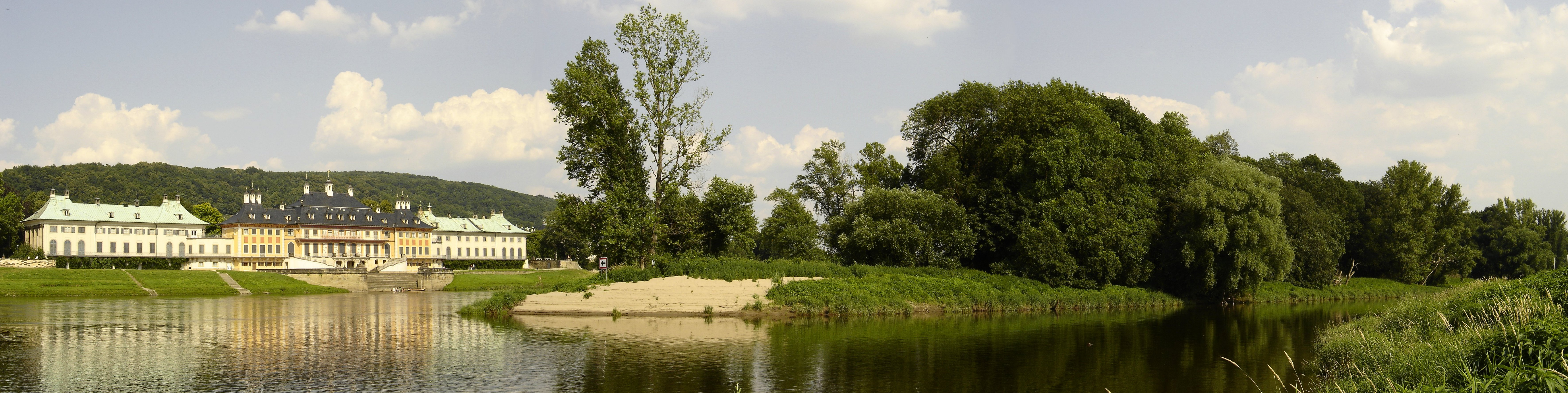
Das Schloss Pillnitz

Entlang der Elbufer befinden sich zahlreiche Schlösser und Villen. Das Schloss Pillnitz und die idyllisch in den Weinbergen gelegene Weinbergkirche befinden sich ganz im Südosten des Kulturraums. In Hosterwitz liegt die Kirche Maria am Wasser. Am Elbhang befinden sich die „Elbschlösser“ Schloss Albrechtsberg, Lingnerschloss (Sitz des Welterbezentrums Dresdner Elbtal) und Schloss Eckberg. Das westliche Ende des Kulturraums bildet das Schloss Übigau.

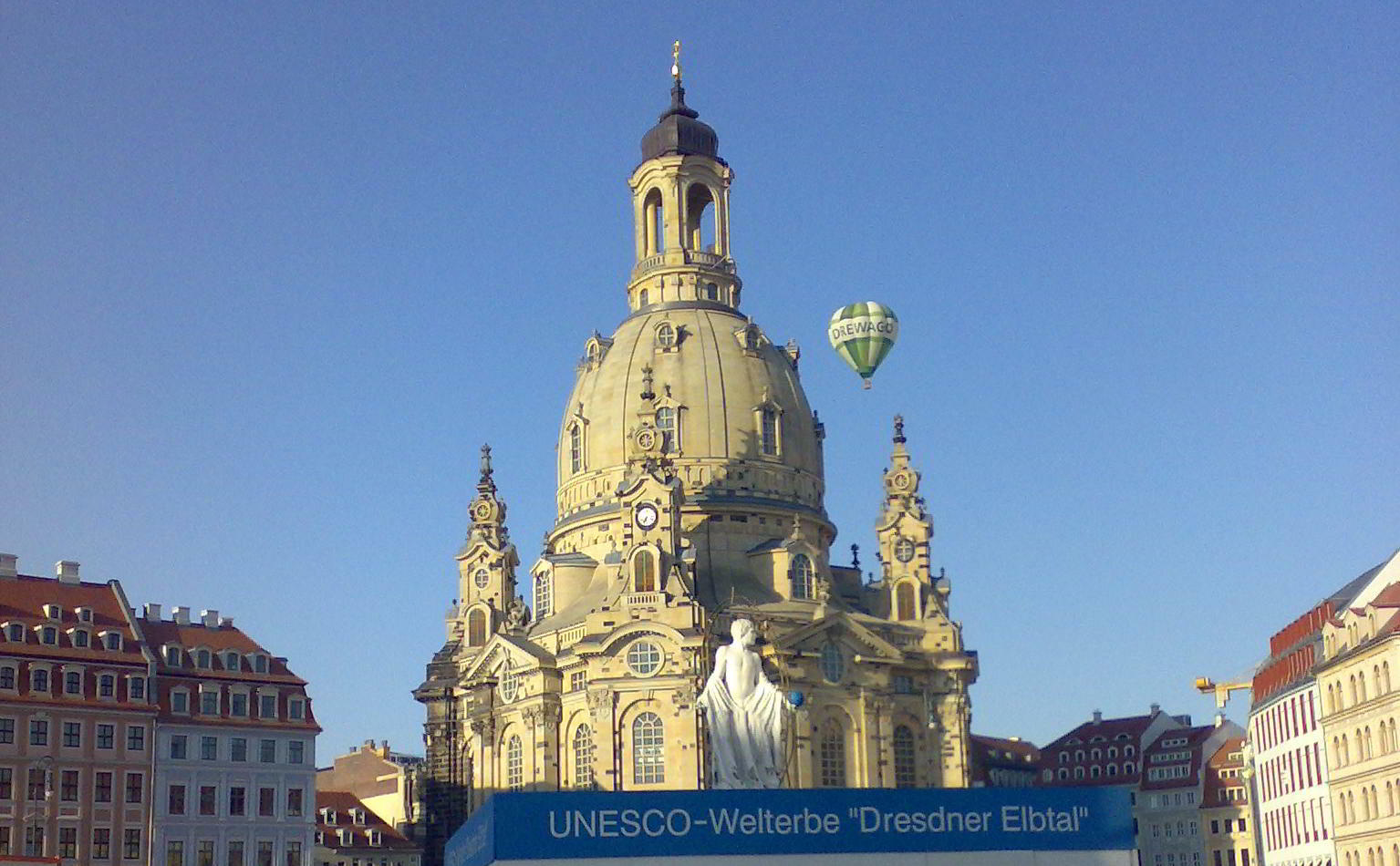
Die Frauenkirche in Dresden mit dem Informationspunkt UNESCO-Welterbe „Dresdner Elbtal“ auf dem Neumarkt (2009)

Ebenfalls Bestandteile der Kulturlandschaft sind erhaltene Technische Denkmäler wie das Blaue Wunder, das Wasserwerk Saloppe oder der Erlweinspeicher sowie die Yenidze, die in die Fläche eingeschlossen sind. Die bekannten Bauwerke der Innenstadt wie Zwinger, Semperoper, Residenzschloss, Brühlsche Terrasse, Frauenkirche und Japanisches Palais waren in der Betrachtung des Weltkulturerbes eher zurückgestellt, da nur Teile von ihnen im Original erhalten sind. In der Innenstadt gehört die alte Stadtfestung, die unter der Brühlschen Terrasse erhalten ist, zu den enthaltenen Denkmälern. Durch die Überbauung mit der berühmten Terrasse wurde die Anlage vor der Schleifung bewahrt.

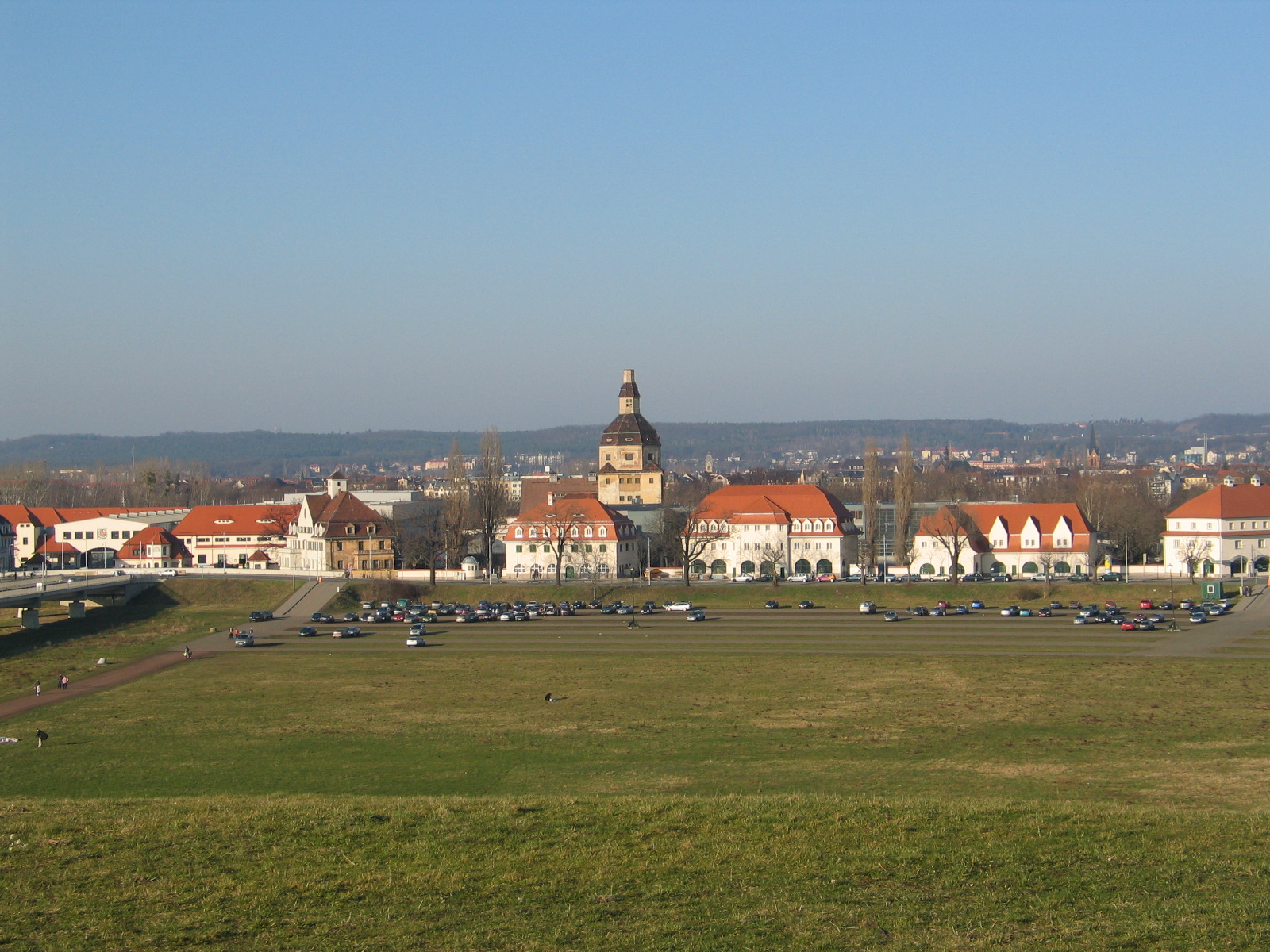
Der Neue Schlachthof im Ostragehege wird bei Hochwasser durch die Flutrinne eingeschlossen

Durch die Charakterisierung als „sich entwickelnder Kulturraum“ wurde der Stadt Spielraum zur weiteren – auch modernen – Bebauung der Gebiete gelassen. Schon jetzt befinden sich mit der Synagoge und dem Landtag zwei Gebäude in der Kernzone des ehemaligen Weltkulturerbes, die in modernen Bauweisen errichtet sind. Neben diesen „Leitbauten“ der Moderne in der Innenstadt entstehen auch in den umliegenden Stadtteilen vor allem in Blasewitz und Striesen moderne Villen-Imitate und Zweckbauwerke, wie sie für die Gegenwart typisch sind.

### Nutzung

#### Historische Berühmtheit
Die malerischen Einbettung der Stadt in das Elbtal übt seit Jahrhunderten eine anziehende und inspirierende Wirkung auf viele Künstler aus.
Heinrich von Kleist schrieb 1801:
„Dresden hat eine große, feierliche Lage, in der Mitte der umkränzenden Elbhöhen, die in einiger Entfernung, als ob sie aus Ehrfurcht nicht näher zu treten wagten, es umlagern. Der Strom verlässt plötzlich sein rechtes Ufer und wendet sich schnell nach Dresden, seinen Liebling zu küssen. Von der Höhe des Zwingers kann man seinen Lauf fast bis nach Meißen verfolgen. Er wendet sich bald zu dem rechten, bald zu dem linken Ufer, als würde die Wahl ihm schwer, und wankt, wie vor Entzücken, und schlängelt sich spielend in tausen Umwegen durch das freundliche Tal, als wollte er nicht in das Meer.“
Die Deutsche UNESCO-Kommission schrieb 2004:
„Seit dem 15. Jahrhundert war Dresden Residenz der sächsischen Herzöge, Kurfürsten und später Könige. Unter Kurfürst Friedrich August I., genannt ‚der Starke‘, rückte Dresden zur Hauptstadt von europäischer Bedeutung auf. […] Es entstanden die großen Sammlungen der Gemäldegalerie und des Grünen Gewölbes und die erste europäische Porzellanmanufaktur. Im 18. Jahrhundert war die Stadt ein Zentrum europäischer Politik, Kultur und Wirtschaft. Eine Vielzahl von Künstlern und Wissenschaftlern hat in den vergangenen 400 Jahren im Dresdner Elbtal ihre Spuren hinterlassen.“
Verglichen wird Dresden durch seinen seit dem 19. Jahrhundert eingebürgerten Städtebeinamen Elbflorenz mit der toskanischen Hauptstadt Florenz (dem „italienischen Athen“), das seit 1982 UNESCO-Welterbe ist und in seinem diesbezüglichen Antrag ausführte, dass es die „weltgrößte Anhäufung universell bekannter Kunstwerke“ besitze.

#### Wohnraum

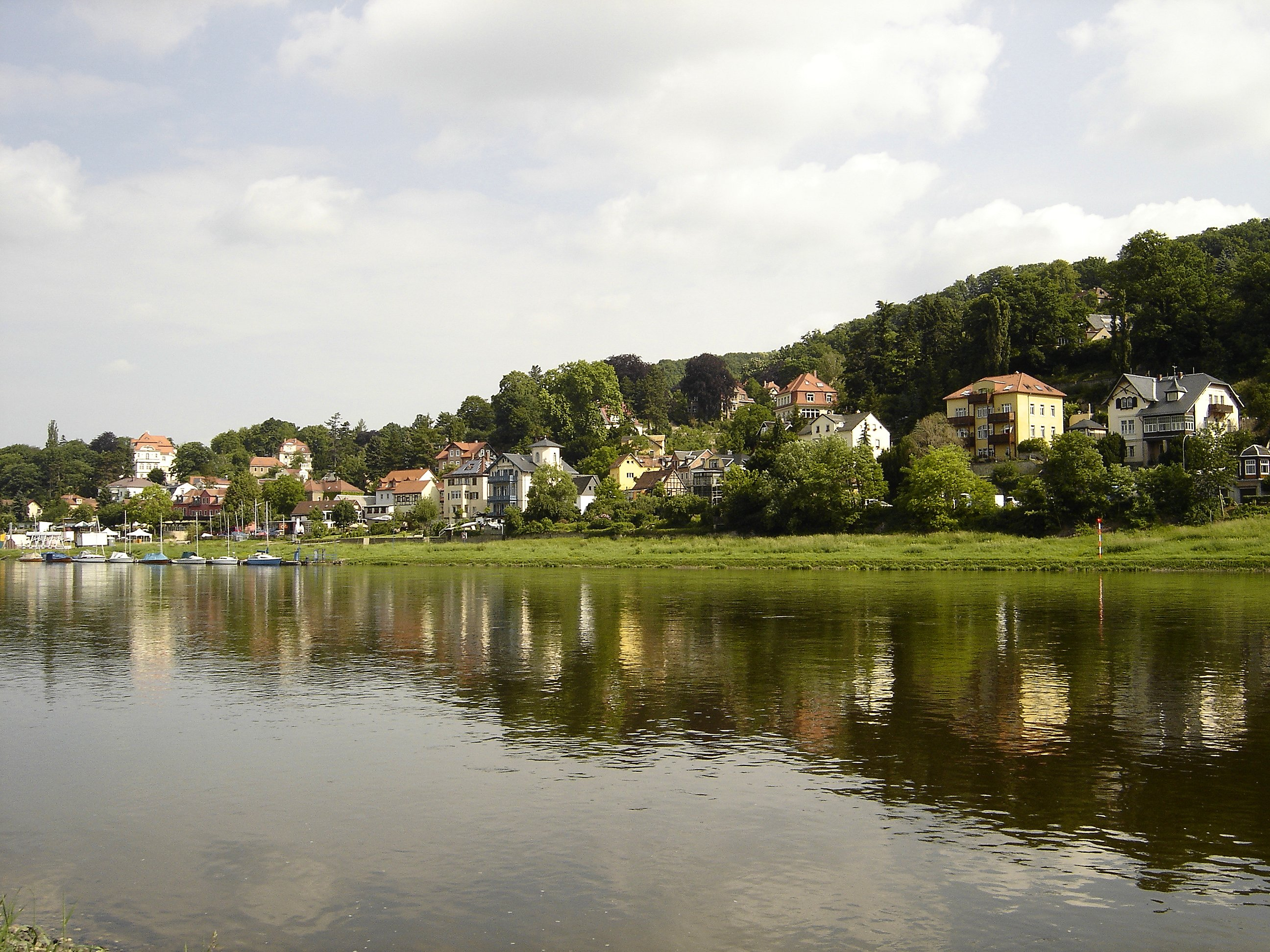
Wachwitz – Eines der vielen „Dörfer“ in der Stadt

Heute sind die in das „Dresdner Elbtal“ mit Pufferzone hineinreichenden Stadtteile Wohnort für fast 200.000 Einwohner in verschiedenen Wohnlagen. Gerade diese Bevölkerungsdichte im Schutzgebiet und seinem unmittelbaren Umfeld unterschied das Dresdner Elbtal von anderen allen anderen unter UNESCO-Schutz stehenden europäischen Kulturlandschaften, wie beispielsweise dem Dessau-Wörlitzer Gartenreich, das ebenfalls im Tal der Elbe liegt.

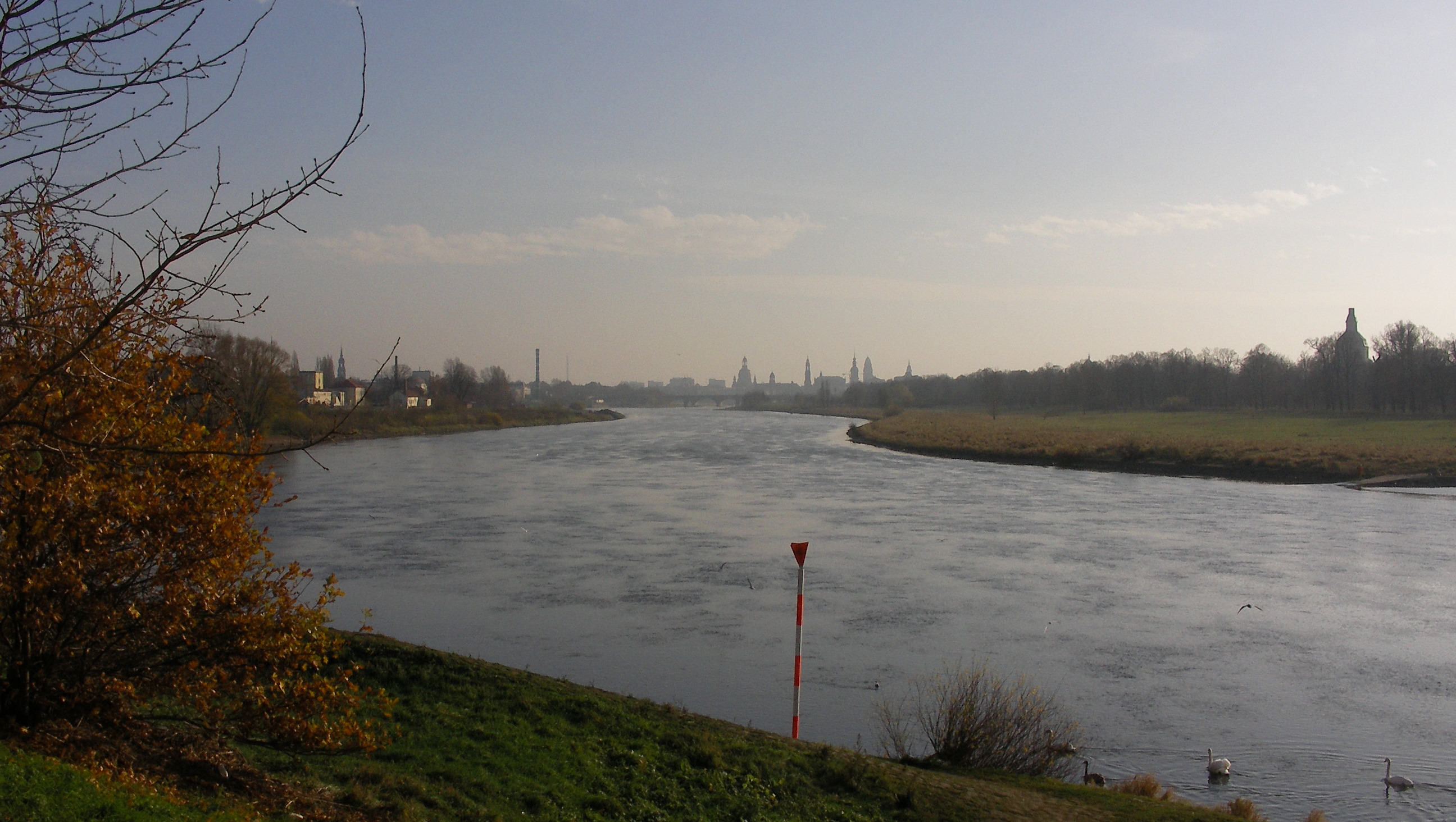
Die Elbe in Dresden-Pieschen

Die Dorfkerne entlang der Elbe sind genau wie die vormals suburbanen Stadtteile Zeugnisse der Siedlungsaktivität in der Landschaft. Betrachtet man die Besiedlung, fallen vor allem die kontrastreichen Übergänge zwischen (Natur-)Landschaft und Wohnraum auf, die durch das Elbtal gekennzeichnet sind. So finden sich im Südosten der Stadt zahlreiche Dorfkerne, die sich an den nördlichen Elbhang anlehnen, durch Elbe und Elbwiesen getrennt von den gegenüberliegenden dicht besiedelten Stadtteilen wie Laubegast, Tolkewitz und östlichem Blasewitz. Die Dresdner Heide und die Elbhänge ziehen sich fast bis in die Innenstadt.

#### Wirtschaft und Verkehr

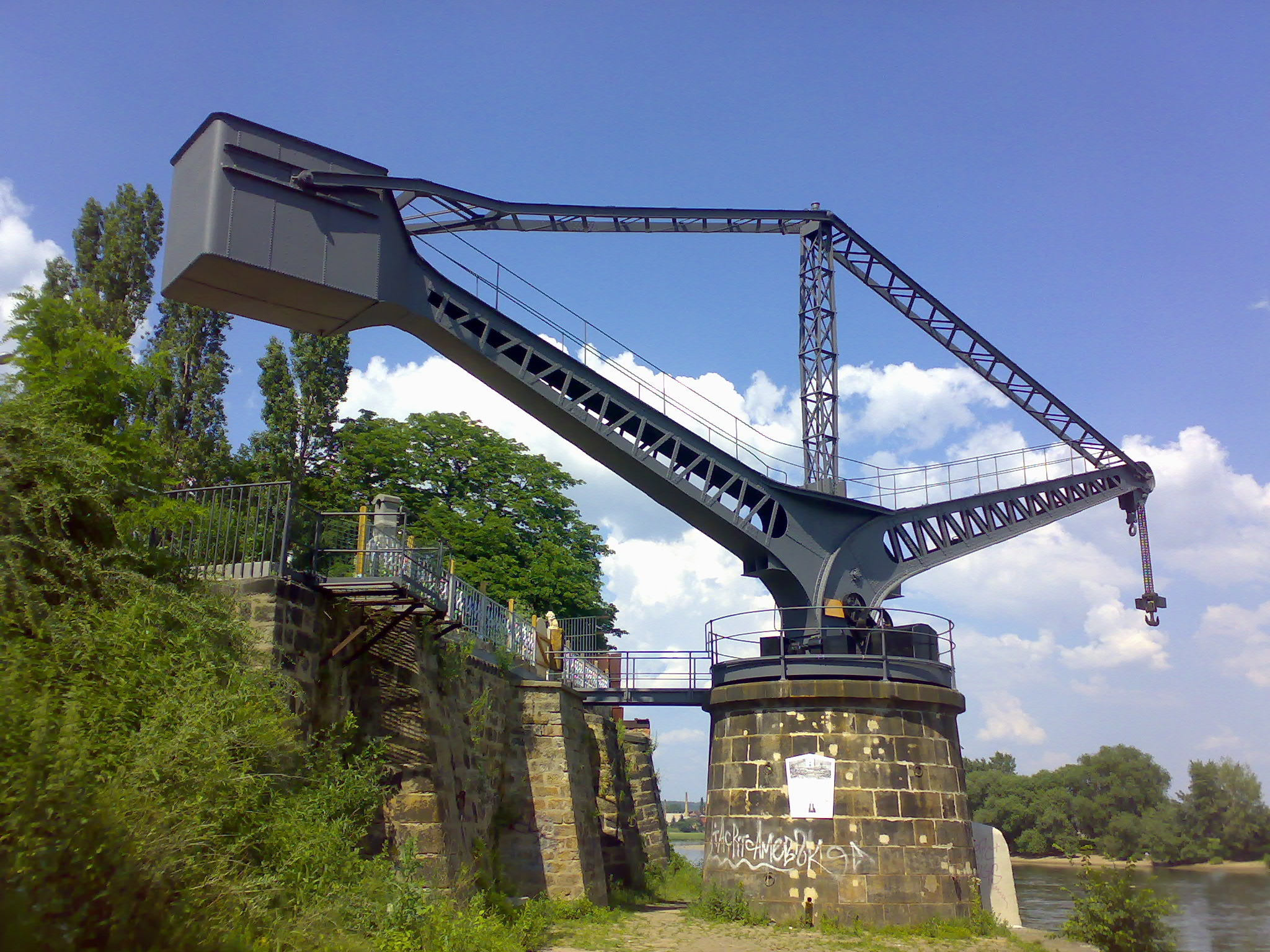
Drehkran der stillgelegten Werft in Übigau

Das Elbtal wurde und wird als Wirtschaftsraum genutzt. Die Elbwiesen stellen eine landwirtschaftliche Nutzfläche dar, deren Bewirtschaftung zur Wahrung des Charakters der Landschaft beiträgt. Insbesondere in der Industrialisierung wurde das Dresdner Elbtal überformt. Relikte wie die Schiffswerft in Laubegast oder die Wasserwerke sind ausdrückliche Bestandteile der schützenswerten Landschaft. Die meisten Anlagen sind aber keine Industriedenkmäler, sondern – wie zum Beispiel die Schiffswerft – nach wie vor in Betrieb. Anlagen wie der Schlachthof im Ostragehege oder der Erlweinspeicher wurden umfunktioniert. Die andersartige Verwendung von Gebäuden, die unter Denkmalschutz stehen, wird im Sinne der Erhaltung akzeptiert.

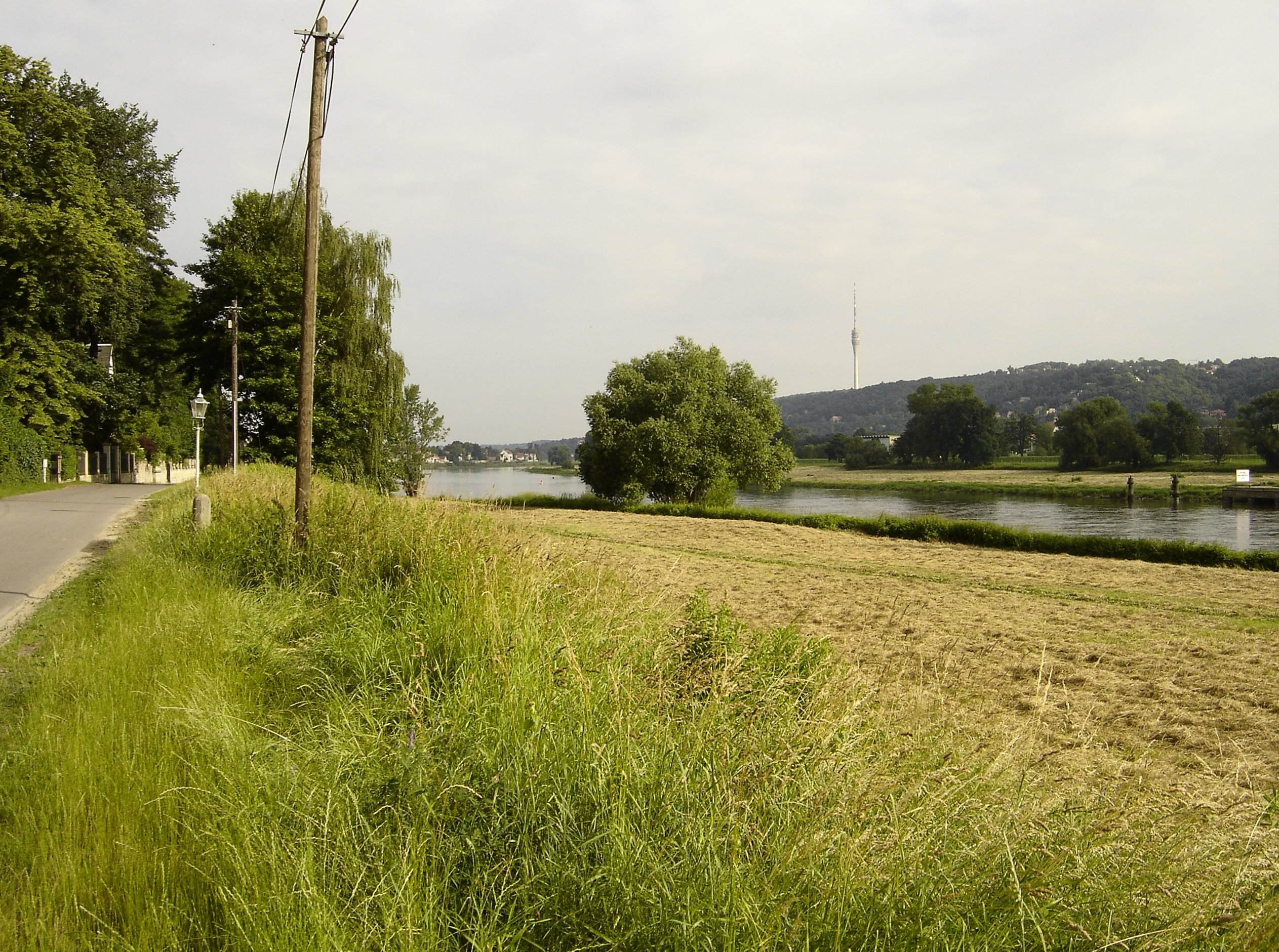
Elbwiesen bei Kleinzschachwitz nach der Mahd

Nicht zuletzt liegt die Kulturlandschaft in einem überregionalen Wirtschaftszentrum und wird dabei alltäglich von Pendlerströmen durchquert, wie sie für Großstädte wie Dresden typisch sind. Wichtige Verkehrswege wie die Ferneisenbahnstrecke nach Leipzig und fünf Straßenbrücken verlaufen durch das Dresdner Elbtal. Der Konflikt zwischen Kulturlandschaft und Nutzung für den kreuzenden Verkehr entwickelte sich schon wenige Monate nach der Ernennung zur Gefährdung des UNESCO-Status durch die geplante Waldschlößchenbrücke. Die im Abschnitt „Waldschlößchenbrücke“ beschriebene Eskalation war jedoch keineswegs unvermeidlich, vergleiche dazu die Entwicklung anderer gefährdeter Welterbestätten in Deutschland.

#### Tourismus
Die Stadt Dresden, die bereits zuvor jahrelang steigende Touristenzahlen verzeichnete, will diesen Trend vermittels des Dresdner Elbtals stützen. Zu diesem Zweck begleitete die städtische Dresden-Werbung und Tourismus GmbH das Welterbeprojekt mit dem Ziel der Erschließung touristischer Effekte. Insbesondere in Japan und zukünftig in China werden Rundreisen in Mitteleuropa verbreitet über Welterbestätten geplant. Das Dresdner Elbtal soll dabei in eine Kette von Welterbestätten eingereiht werden, die von Stralsund und Wismar über Potsdam und Berlin bis nach Prag und Wien verkehrstechnisch gut erschlossen sind. Bei deren Besuch vereint sich die Besichtigung von Welterbestätten mit dem Charakter einer Städtereise. Auch in West-Ost-Richtung liegt das Dresdner Elbtal inmitten einer Reihe von Welterbestätten, zwischen der Wartburg und den Stätten von Weimar, Quedlinburg und Dessau auf der einen, sowie den Stätten Fürst-Pückler-Park Bad Muskau, Friedenskirche Jauer (Jawor), Friedenskirche Schweidnitz (Świdnica) und Krakauer Altstadt (Kraków) auf der anderen Seite.
Die Auswirkungen des Tourismus auf das Gebiet sind unterschiedlich. Belastet und genutzt sind vor allem die bekannten Anziehungspunkte in Pillnitz, die Bergbahnen und Blasewitz. Andere Teile wie die vielen Dorfkerne sind dagegen fast unberührt und werden touristisch nur beiläufig wahrgenommen. Der Elberadweg auf südlicher Elbseite wird von Einheimischen und Touristen gleichermaßen zur Naherholung und als Verkehrsweg genutzt. Für Touristen ist er besonders reizvoll für Radtouren in die Sächsische Schweiz. Eine Überbauung der lockeren Struktur durch Hotelkomplexe blieb bisher aus und ist auch nicht geplant, so dass in den vielen Vororten kleine Gasthöfe, Pensionen und Gästezimmer die Gastronomie beherrschen.

#### Zugänglichkeit

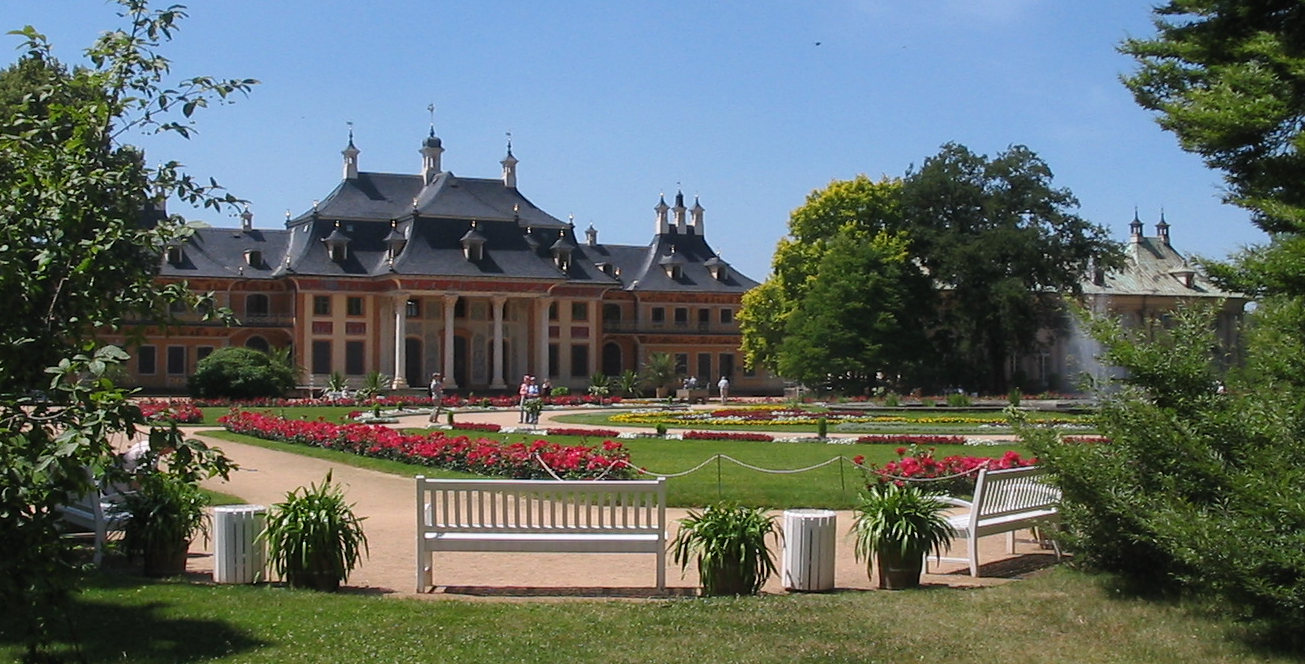
Der aufwändig gepflegte Schlosspark in Pillnitz.

Die meisten Teile der Landschaft, einschließlich Parks und Grünanlagen, sind frei zugänglich. Für den Schlosspark Pillnitz galt dies nur bis Anfang 2012, seit dem 2. April jenes Jahres erhebt die sächsische Staatsregierung eine Eintrittsgebühr. Sie soll den Erhalt der Anlage langfristig sichern, wird aber unter anderem deswegen kritisiert, weil in diesem Zusammenhang kleinere Eingänge geschlossen und somit die Gesamtanlage verändert wurde. Kritiker befürchten weitere Einschränkungen an anderen Grünanlagen. Karl-Heinz Gerstenberg, der kulturpolitische Sprecher der Bündnis 90/Grüne-Fraktion im Landtag, betonte, dass den freien Zugang „bereits Sachsens Könige ihren Untertanen zugestanden“ haben und dieses Privileg durch einen demokratischen Kulturstaat den Bürgern nicht genommen werden dürfe. Sowohl die Freie Demokratische Partei als auch Die Linke setzten sich daneben im Landtag für eine freie Zugänglichkeit der Anlage ein.

## Gefährdungen für die Kulturlandschaft

### Waldschlößchenbrücke
An einer besonders breiten Stelle der Elbwiesen wird die Kulturlandschaft durch die seit 24. August 2013 für den Kraftfahrzeugverkehr fertiggestellte, vierspurige „Waldschlößchenbrücke“ gequert. Dieser Straßenzug löste seit seiner Planung Mitte der 1990er Jahre eine jahrelange stadt- und landespolitische Kontroverse aus.
Bevor im Februar 2005 ein Bürgerentscheid zugunsten der Realisierung entschied, wurde durch die Gegner nochmals stark (unter anderem) mit der Natur- und Landschaftsbeeinträchtigung argumentiert. Alle Erläuterungen zur Fragestellung des Referendums gingen jedoch davon aus, dass das Bauwerk mit dem Welterbestatus vereinbar sei.
Das Welterbekomitee der UNESCO war in der ein Jahr zuvor bewilligten Dresdner Antragstellung über eine geplante Brücke informiert worden, zu Einzelheiten lagen jedoch offenbar falsche Angaben vor. Maßgeblich für diese Fehler waren eine falsche Standortangabe durch die Denkmalschutzbehörde ICOMOS sowie Veränderungen an der geplanten Silhouette der Brücke nach dem Jahrhunderthochwasser der Elbe im August 2002, als die ursprüngliche flachere Lösung verworfen wurde. Im November 2005 forderte das Welterbekomitee daher von der Stadt Dresden genauere Informationen an, insbesondere ein ausführliches Sichtgutachten.
Anfang 2006 bezeichnete der Dresdner Oberbürgermeister Ingolf Roßberg die Bedenken der UNESCO als bloßes Kommunikationsproblem. Entgegen der Empfehlung der Welterbekommission bestand er auf einen Baubeginn im März 2006, noch bevor die UNESCO über dieses Thema beraten wollte. Daraufhin ließ der Direktor des Welterbezentrums Francesco Bandarin gegenüber einer lokalen Zeitung verlauten, dass die Brücke in dieser Form keinesfalls akzeptabel sei. Die Deutsche UNESCO-Kommission in Bonn wertete den Standpunkt Roßbergs als „Affront“. Der stellvertretende Generalsekretär der Organisation, Dieter Offenhäußer sagte „Das wird Folgen für die Entscheidung der UNESCO haben und lässt Schlimmes ahnen.“ Nach deutschlandweiter Kritik und Besuch vom Auswärtigen Amt wurde der Baubeginn der Brücke vorerst ausgesetzt, um die Entscheidung der UNESCO bezüglich der Gefährdung abzuwarten.
Im April 2006 wurde das von der UNESCO geforderte unabhängige Gutachten des Aachener Stadtplaners Kunibert Wachten veröffentlicht. Es bescheinigte dem Brückenbau gravierende negative Auswirkungen auf das Elbtal, vor allem auf Sichtbeziehungen und Gesamteindruck: Die Waldschlößchenbrücke zerschneide den zusammenhängenden Landschaftsraum des Elbbogens an der empfindlichsten Stelle und teile ihn irreversibel in zwei Hälften. Die visuellen Auswirkungen der projektierten Waldschlößchenbrücke seien gravierend und bedeuteten eine irreversible Schädigung der besonderen Qualitäten des Elbtals.
Am 11. Juli 2006 entschied das Welterbekomitee der UNESCO, das Dresdner Elbtal wegen der Brücke in die Liste des gefährdeten Welterbes einzutragen. Deutschland und die Stadt Dresden wurden aufgefordert, den Brückenbau nicht durchzuführen, sondern Alternativen zu suchen und vorzuschlagen. Für den Fall des Brückenbaus wurde die Aberkennung des Titels angedroht.
Am 10. August 2006 beschloss der Dresdner Stadtrat, das Bauprojekt zu stoppen. Da sich im Rat aber nicht die erforderliche Zweidrittelmehrheit für einen erneuten Bürgerentscheid fand, forderte das Regierungspräsidium die Stadt ultimativ auf, den Bürgerentscheid zum Brückenbau umzusetzen. Trotzdem blieb der Stadtrat am 24. August 2006 mit 36 zu 30 Stimmen bei seiner Entscheidung zum Baustopp und sprach sich zugleich für weitere Verhandlungen mit der UNESCO aus, um sowohl das Welterbe-Prädikat zu erhalten als auch die Brücke bauen zu können.
Das Regierungspräsidium versuchte daraufhin, den Bau durch eine Ersatzvornahme zu starten, was die Stadt zunächst mit einer Klage vor dem Verwaltungsgericht Dresden verhinderte. Das letztinstanzlich entscheidende Oberverwaltungsgericht Bautzen hob jedoch nach erfolglosem Mediationsverfahren am 9. März 2007 diese Entscheidung auf und erklärte die sofortige Umsetzung des Bürgerentscheids für zwingend. In der Urteilsbegründung wird angeführt, dass die Welterbekonvention nicht bindend wirken könne, da sie nicht in Bundesrecht abgebildet sei, der Wille des Volkes durch den Bürgerentscheid habe demgegenüber Vorrang. Nachdem die Landeshauptstadt mit zwei dagegen gerichteten Verfassungsklagen scheiterte, setzen Stadtverwaltung und Stadtratsmehrheit weiterhin auf einen Kompromiss mit der UNESCO in Form einer modifizierten Brücke. Einen dafür im Auftrag der Landeshauptstadt entwickelten alternativen Entwurf lehnte jedoch das Regierungspräsidium ab, da er nicht der Planfeststellung entspreche. Auf Grund des gerichtlich bestätigten Vorranges, den die Behörde dem Bürgerentscheid gegenüber dem Welterbe einräumte, leitete sie die Errichtung der ursprünglichen geplanten Variante am 8. Juni 2007 ein, indem sie begann, Bauaufträge per Ersatzvornahme zu vergeben. Dem Welterbe Dresdner Elbtal drohte damit – als weltweit zweiter Welterbestätte (dem Wildschutzgebiet in der Wüste Omans wurde der Titel 2007 aberkannt) – die Aberkennung des Titels. Während ihrer Sitzung vom 23. Juni bis 1. Juli 2007 in Christchurch, Neuseeland erkannte die UNESCO-Kommission den Status des Welterbes zunächst nicht ab, forderte aber bis Oktober 2007 Nachbesserungen für das umstrittene Brückenbauprojekt ein. Diese Frist verstrich ungenutzt, stattdessen begannen am 19. November 2007 die Bauarbeiten zur Realisierung des Entwurfs aus dem Jahr 1997. Auf Initiative des Frauenkirchen-Baudirektors Eberhard Burger wurden durch den Brückenarchitekten Henry Ripke noch bis Januar 2008 einige Änderungen zur „Verschlankung“ in den Entwurf eingearbeitet. Die daraufhin eingeladenen UNESCO-Vertreter, die eine Beschlussvorlage für die Tagung im Juli 2008 in Quebec (Kanada) zu erarbeiten hatten, nahmen vor Ort den Stand der Bauarbeiten in Augenschein. Sie konnten nicht davon überzeugt werden, die minimalen Änderungen anstelle des geforderten Alternativ-Entwurfs zu akzeptieren. Stattdessen empfahlen sie, statt der Brücke einen Tunnel zu errichten.
Während mehrere Bundesministerien Bedenken wegen einer völkerrechtlichen Vertragsverletzung anmeldeten und deshalb den Entzug der für den Verkehrszug Waldschlößchenbrücke eingeplanten 80 Mio. Euro BMFT-Fördermittel androhten, sprach Bundeskanzlerin Angela Merkel von einem „regionalen Konflikt“, der auch vor Ort entschieden werden solle. Indessen wurden und werden Unterschriften für einen erneuten Bürgerentscheid (zugunsten der Umplanung der Elbbrücke in einen Tunnel) gesammelt. Die Stadtverwaltung hingegen vertrat Anfang März 2008 anlässlich einer erneuten Warnung durch die UNESCO die Auffassung, sie habe auch nach der seit Ende Februar 2008 abgelaufenen Bürgerentscheids-Bindefrist keinen rechtlichen Spielraum für einen Baustopp.
In einem offenen Brief stellte die Bundesregierung am 28. März 2008 fest:
1. „Eine Streichung des Dresdner Elbtals aus der Welterbeliste würde das Ansehen Deutschlands und das Verhältnis Deutschlands zur UNESCO erheblich beeinträchtigen.“
2. „Die Verantwortung für den Bau der Waldschlösschenbrücke [liegt] bei der Landeshauptstadt Dresden und beim Freistaat Sachsen.“
3. „Die Welterbekonvention ist 1976 gemäß … der so genannten ‚Lindauer Absprache‘ ratifiziert worden, d. h. die Länder haben damals ihr Einverständnis … gegeben. Damit sind auch die Länder … an die Welterbekonvention gebunden.“

Am 3. Juli 2008 entschied das Welterbekomitee der UNESCO, dass dem Dresdner Elbtal vorerst nicht der Titel als Welterbestätte aberkannt werden sollte. Das Elbtal blieb aber auf der Liste des gefährdeten Welterbes. Das Komitee stellte klar, dass der Titel im Jahr 2009 aberkannt werden sollte, wenn das Brückenprojekt nicht gestoppt und der bis dahin angerichtete Schaden wiedergutgemacht worden sei. Es schloss sich auch der Empfehlung der Expertenmission für die Tunnellösung an.
Auf Anregung von Horst Wadehn, Vorsitzender des UNESCO-Welterbestätten Deutschland e. V., versandten Vertreter der Dresdner Welterbebewegung im März 2009 einen Brief an jeden der 154 in Deutschland akkreditierten Botschafter der UNESCO-Mitgliedsstaaten mit der Bitte, „auf diplomatischer Ebene für den Welterbe-Erhalt … tätig zu werden“. Auf diesen in der Geschichte der UNESCO bisher einzigartigen Vorgang reagierten die Dresdner Bundestagsabgeordneten von CDU und FDP (Vaatz, Lämmel und Mücke) mit einem Schreiben an denselben Adressatenkreis, worin sie die Diplomaten baten, das Ansinnen der Welterbeverfechter abzulehnen.

### Zunehmende Überbauung
Eine Gefährdung der Kulturlandschaft sehen nicht wenige Dresdner auch in der geplanten Bebauung mehrerer am Elbhang gelegener Grundstücke (an der Saloppe und in Oberloschwitz) mit Gebäuden größerer Dimension.

### Erhaltung von Objekten

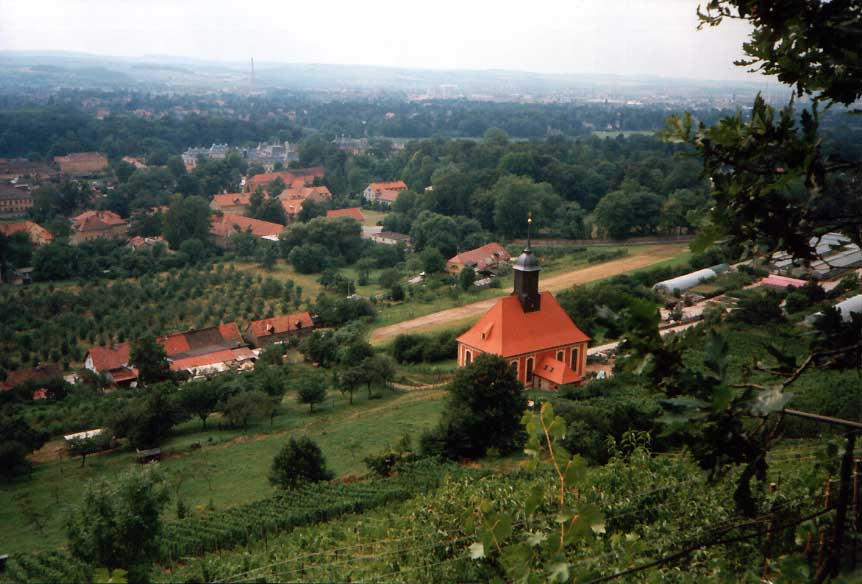
Einzelne Objekte wie die Weinbergkirche bei Pillnitz werden durch viel Engagement erhalten

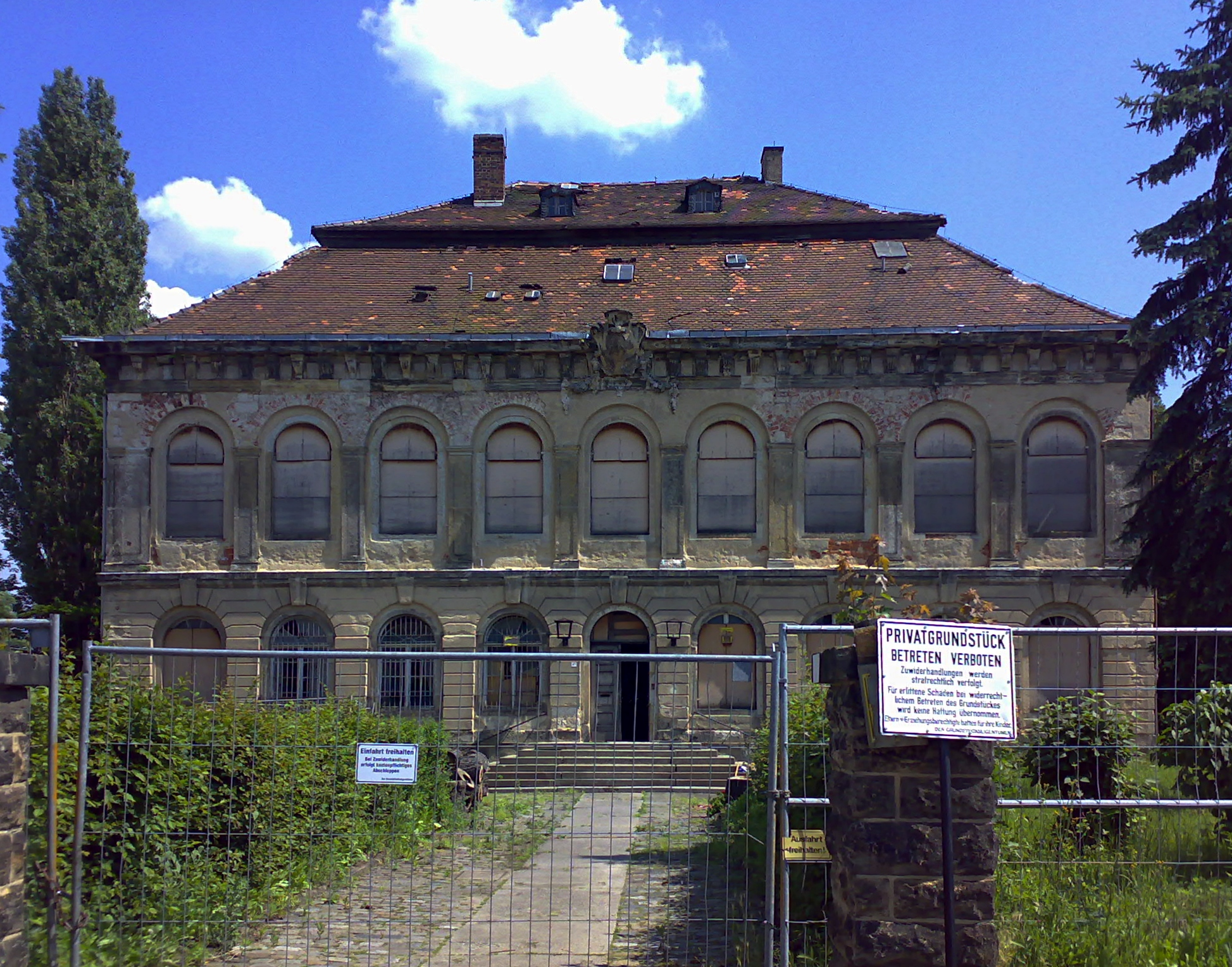
Schloss Übigau

Auch in den Gebieten des ehemaligen Weltkulturerbes gibt es Probleme bei der Erhaltung von Kulturdenkmälern. Die zahlreichen Dorfkerne und Villen wurden in den letzten 15 Jahren und teilweise auch schon vorher durch Investition der Besitzer und Bewohner sowie durch staatliche Förderung erneuert und erhalten. In einigen Stadtteilen wie Blasewitz, Loschwitz und am Weißen Hirsch begründet der kulturelle Wert der Denkmäler den herausragenden Wert der Wohnlagen. In diesen Teilen findet ein Erhalt von Denkmälern also schon aus rein wirtschaftlichen Gründen statt.
Einzelne Objekte wie das Schloss Wachwitz oder das Schloss Übigau verfallen dagegen in den letzten Jahren wegen zunächst ungeklärter Besitzansprüche oder mangelnden Interesses von Investoren. Auch die Ernennung zum Welterbe und damit die erhoffte Wertsteigerung der Objekte konnte daran nichts ändern. Die Gefährdung dieser Objekte stand außerdem im Schatten der Diskussion um die Waldschlößchenbrücke.
In Aussicht stehende Fördermittel aus dem Sonderförderprogramm Welterbestätten des Bundes von bis zu 13 Millionen Euro (vor allem für Lingnerschloss, Busmannkapelle und Schloss Übigau) wurden im Juni 2009 wegen der kurz bevorstehenden Welterbe-Titel-Aberkennung komplett gestrichen.

## Status „Weltkulturerbe“ (2004–2009)
Die Bewerbung um den Titel Weltkulturerbe für die Elbtal-Landschaft wurde 2002 initiiert und 2003 eingereicht, nachdem klar war, dass die wiederaufgebaute historische Altstadt allein nicht in die Liste aufgenommen werden könnte. Einzig die Flusslandschaft gilt als original erhalten und erfüllt damit das Hauptkriterium.

### Antragsgebiet

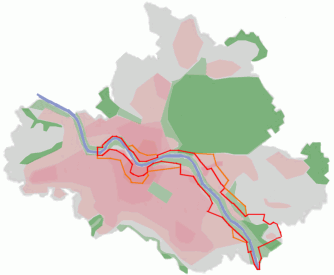
Die Flächen des ehemaligen Weltkulturerbes in Dresden

Das Elbtal wurde als einteiliger Raum, den größten Teil des Flusslaufs der Elbe innerhalb der Stadtgrenzen Dresdens umfassend, durch die UNESCO für schützenswert befunden. Für die Ernennung zum Weltkulturerbe erfolgte die räumliche Festlegung der Kulturregion, indem zu beiden Seiten der Elbe Kern- und Pufferzone abgegrenzt wurden.
Die Kernzone hat ihre größte Ausdehnung in Pillnitz, gefolgt vom Ostragehege und der Gegend am Waldpark Blasewitz mit den auf der gegenüberliegenden Elbseite befindlichen Elbschlössern.
Die Pufferzone beinhaltet sowohl die Innere Altstadt als auch die Innere Neustadt, also die historische Innenstadt Dresdens.
Als außerhalb beider Zonen gelegene Objekte wurden zusätzlich der Dorfkern Wilsdruffer Vorstadt und der Dorfkern Pieschen in das Welterbe aufgenommen.

### Kriterien und Bedeutung

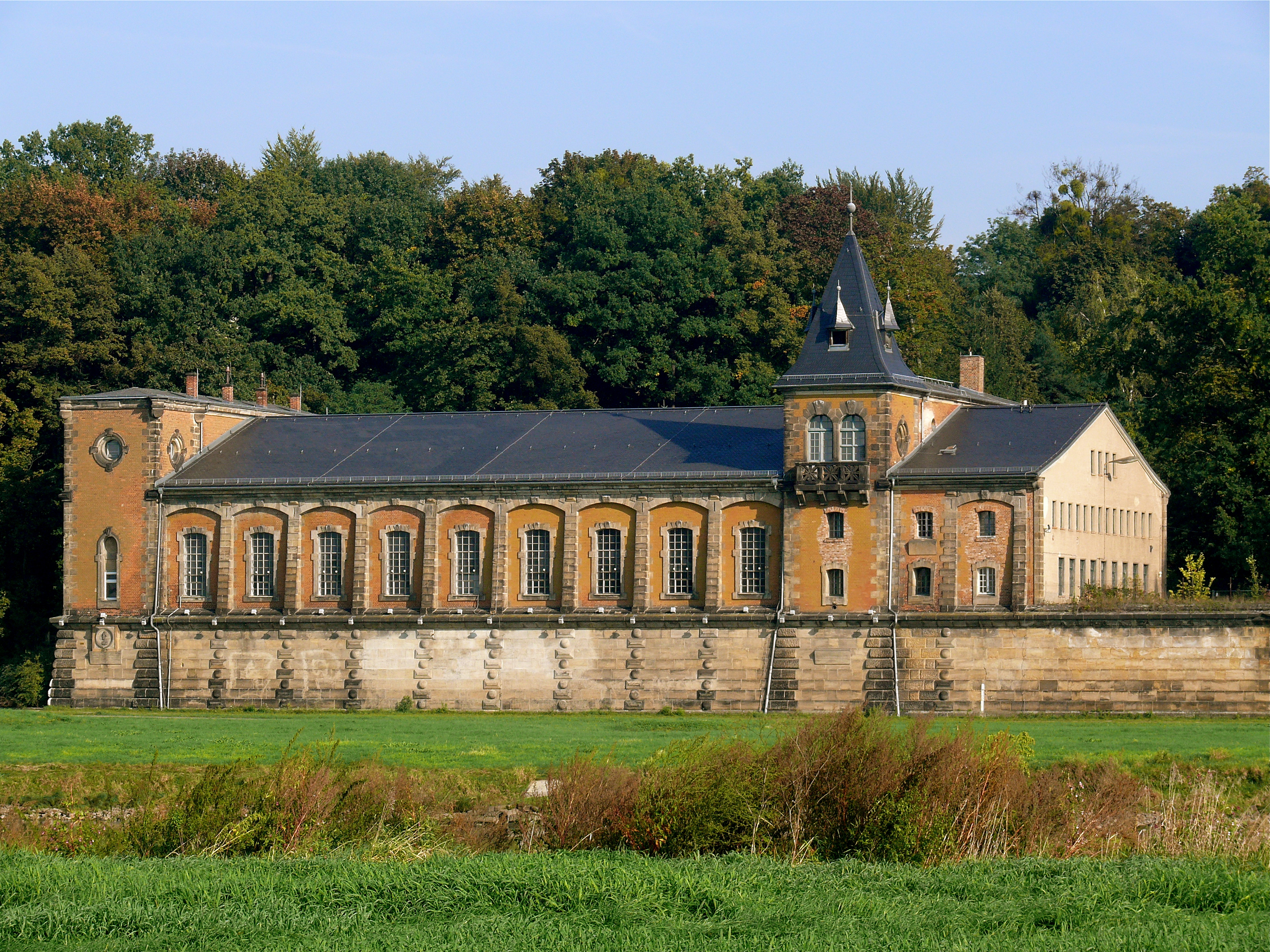
Das Wasserwerk Saloppe – das Dresdner Elbtal ist auch durch die Industrialisierung geprägt

Die UNESCO sieht zur Bewertung von Kultur- oder Naturgütern verschiedene Kriterien vor. Dass das Dresdner Elbtal davon die Kriterien ii, iii, iv und v erfüllte, begründete die UNESCO folgendermaßen:
- (ii): „Das Dresdner Elbtal ist ein Kreuzungspunkt für Kultur, Wissenschaft und Technologie gewesen. Seine Kunstsammlungen, Architektur, Gärten- und Landschaftsobjekte waren wichtige Bezugspunkte für die Entwicklung Mitteleuropas im 18. und 19. Jahrhundert.“
- (iii): „Das Dresdner Elbtal enthält herausragende Zeugnisse höfischer Architektur und Festlichkeit genau wie bekannte Beispiele von bürgerlicher Architektur und ein industrielles Erbe, die die europäische Stadtentwicklung in die industrielle Ära repräsentieren.“
- (iv): „Das Dresdner Elbtal ist eine herausragende Kulturlandschaft, ein Ensemble, das barocke Umgebungen und vorstädtische Gartenstädte in eine künstlerische Gesamtheit innerhalb des Flusstals integriert.“
- (v): „Das Dresdner Elbtal ist ein herausragendes Beispiel der Landnutzung, die die außergewöhnliche Entwicklung einer wichtigen zentraleuropäischen Großstadt aufzeigt. Der Wert dieser Landschaft ist seit langem anerkannt, steht nun aber unter dem Druck von Veränderung.“

Aus der letzten Begründung ergab sich die Interpretation der „sich entwickelnden Kulturlandschaft“, deren Entwicklungscharakter bis hin zur Gefährdung der gesamten Landschaft diskutiert wurde.

### Kommunikationsproblem im Nominierungsverfahren
Die Dresdner Bewerbung enthielt auch Unterlagen bezüglich der inmitten des Antragsgebiets vorgesehenen Waldschlößchenbrücke, deren Planungsverfahren zu diesem Zeitpunkt nahezu abgeschlossen war. Jedoch wurde die Lage der Brücke nur mit der verbalen Ortsbezeichnung (Waldschlößchenbrücke, Brücke am Waldschlößchen) umschrieben. Weder im eigentlichen Antrag (Kulturlandschaft Elbtal Dresden, 125 S. deutsch und englisch eingereicht), noch in der beigefügten, stark verkleinerten (A3-)Kopie der Karte des Flächennutzungsplanes (FNP), noch in der häufig zitierten Anlage 20 – Kurzerläuterungen zum Projekt Waldschlößchenbrücke wurde der beabsichtigte Bauplatz inmitten des beantragten Welterbegebiets eindeutig verortet.
Das alleinige Dokument, das – in den Konferenzsprachen der UNESCO abgefasst – den Delegierten zur entscheidenden Beratung vorlag, war der Evaluierungsbericht der Organisation ICOMOS. Deren Gutachter, der Finne Jukka Jokilehto, hatte darin versehentlich die falsche Lagebeschreibung „5 km down the river from the centre“ (5 km flussabwärts des Stadtzentrums; richtig wäre gewesen: 2,5 km flussaufwärts) angegeben, nachdem er im September 2003 Planungsunterlagen und Örtlichkeit inspiziert hatte.
Unstrittig ist, dass ICOMOS Verursacher des aus diesem Fehler resultierenden Informationsdefizits war. Offen blieb bisher, inwiefern andere (Landeshauptstadt, UNESCO-Kommission, …) die Möglichkeit oder Pflicht zur rechtzeitigen Korrektur der falschen Standortangabe gehabt hätten.

### Zuerkennung des Titels
Am 24./25. Juni 2005 erfolgten die feierliche Übergabe der Ernennungsurkunde (im Schloss Albrechtsberg) und die Enthüllung einer bronzenen Erinnerungstafel (vor der Loschwitzer Kirche).

### Aberkennung des Titels

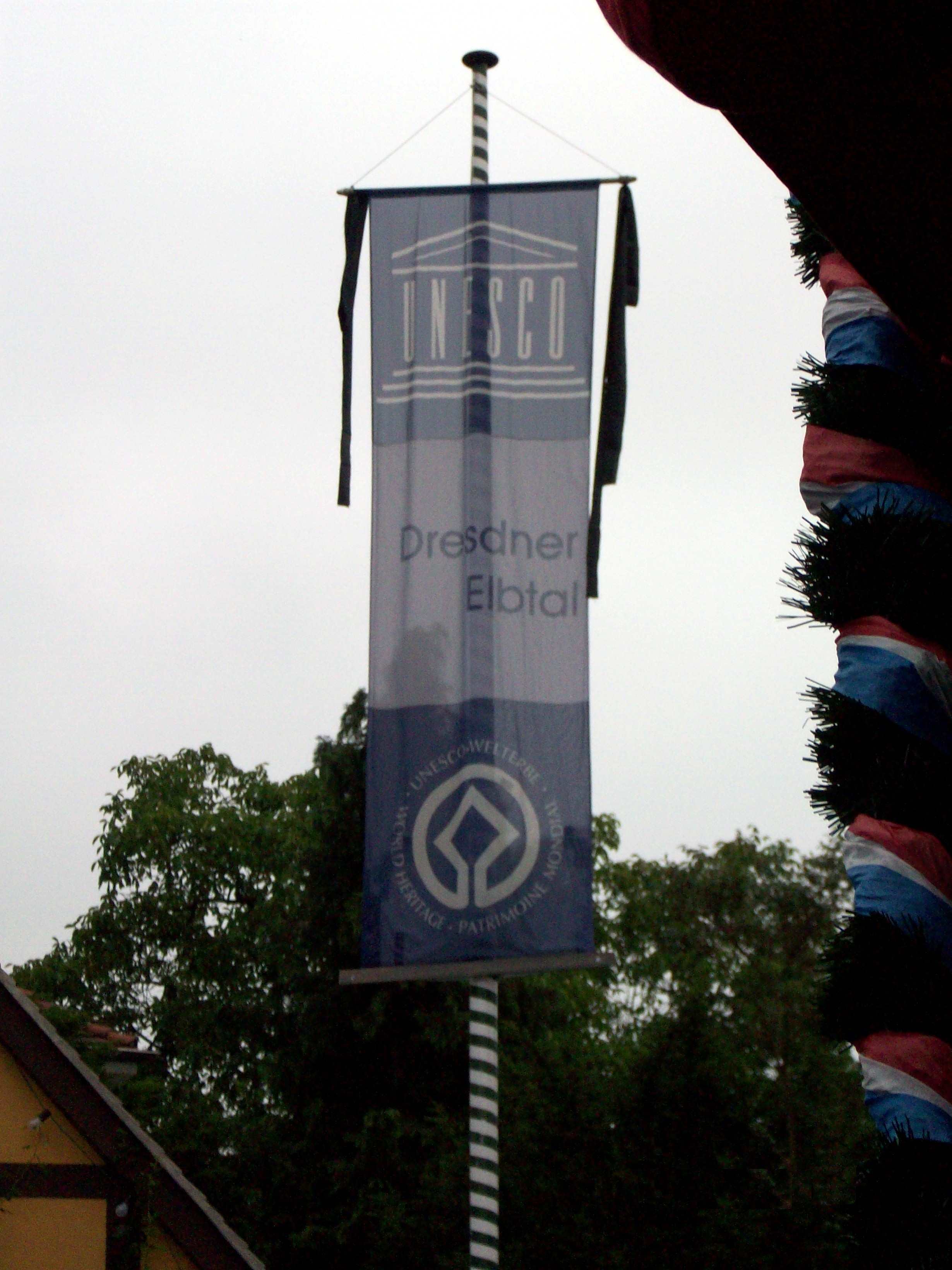
Dresden-Wachwitz: Welterbe mit Trauerbeflaggung (Elbhangfest 2009)

Wegen der Errichtung der Waldschlößchenbrücke wurde das Dresdner Elbtal letztendlich wieder von der Welterbeliste gestrichen: Nachdem die Stadt Dresden unter dem Druck von Regierungspräsidium und Landesregierung am 19. November 2007 mit der Errichtung der Elbquerung hatte beginnen müssen, stellte die UNESCO anstelle der ursprünglich für Juli 2008 angedrohten Streichung (siehe unten) zunächst ein erneutes Ultimatum von einem Jahr (u. a. wegen mehrerer noch anhängiger Klagen) und sprach sich für eine Tunnellösung aus. Dem Welterbe-Komitee wurde von seinem Sekretariat (World Heritage Center Paris) der Vorschlag unterbreitet, im Juni 2009 in Sevilla das Welterbe Dresdner Elbtal endgültig aus der Liste des Welterbes zu streichen. Die Dresdner Oberbürgermeisterin Helma Orosz warb auf dieser Sitzung mit einem kurzen Redebeitrag vergeblich dafür, den Titel zu erhalten oder die Entscheidung bis zur Fertigstellung der Brücke aufzuschieben. Das UNESCO-Komitee beschloss mit 14 zu 5 Stimmen bei zwei ungültigen Stimmen die Aberkennung des Titels.
Deutschland war zu diesem Zeitpunkt der weltweit erst zweite Staat, in dem ein Welterbe gestrichen wurde (nachdem 2007 für Oman wegen seiner Verkleinerung des Wildschutzgebiets der Arabischen Oryx die erste Streichung erfolgt war), für ein Weltkulturerbe sogar der allererste. Eine Wiederaufnahme des Kulturlandschaft Dresdner Elbtal in die Liste der Weltkulturerbestätten gemäß den Bestimmungen in Kapitel III der Richtlinien wird als vorstellbar bezeichnet.

### Akzeptanzproblem
Wenige Tage vor der UNESCO-Tagung im Juni 2009 belegte eine repräsentative Umfrage des Instituts für Marktforschung Leipzig die Spaltung der Dresdner Bevölkerung bezüglich der Welterbe-Frage. Insgesamt waren nur 41 % der Meinung, der Welterbe-Titel sei für die Stadt unverzichtbar, 57 % hielten ihn dagegen für verzichtbar. Die meisten Anhänger hatte das Welterbe der Stadt laut dieser Umfrage unter den 18- bis 29-jährigen Dresdnern, von denen es nur knapp die Hälfte für entbehrlich hielten, die wenigsten hingegen unter den 30- bis 49-jährigen, von denen 61 % für „verzichtbar“ votierten.
Siehe dazu auch:
- Auseinanderbrechen und Selbstauflösung des Kuratoriums
- Dresdner Brückenstreit #Der Brückenstreit als politisches Thema (für die Dresdner Kommunalpolitik und für das gesamte Welterbe in Sachsen)
- Dresdner Brückenstreit #Zur Welterbe-Verträglichkeit der Mittelrheinbrücke

Logo des Welterbetages Dresden

- Dresdner Brückenstreit #Rezeption

### Gremien
Es galt der Grundsatz, dass vorhandene Zuständigkeiten innerhalb des UNESCO-Schutzgebiets fortbestehen und auf das übergreifende Schutzziel bezogen werden. Das Tourismus-Marketing wurde der Dresden-Werbung und Tourismus GmbH (DWT) übertragen und für andere Aufgaben als spezielle Gremien ein Kuratorium und ein Arbeitskreis geschaffen. Die übergreifende Koordinierung oblag dem Welterbebüro von Matthias Lerm, das zum Geschäftsbereich des Oberbürgermeisters gehörte. Lerm war zudem Mitglied des Arbeitskreises, zu dem ansonsten im Wesentlichen die betroffenen städtischen Amtsleiter und die Direktoren von Welterbe-verbundenen Institutionen gehörten.

#### Kuratorium
Das „Kuratorium Welterbe Dresdner Elbtal“ hatte laut seiner Geschäftsordnung die Aufgabe, „darauf hinzuwirken, die Welterbestätte zu bewahren und zu entwickeln“ und „dafür Sorge [zu tragen], dass die Belange der Welterbestätte […] in der Öffentlichkeit vertreten werden.“ In das Gremium wurden durch den Stadtrat unter anderem Dieter Bartetzko, Maria Emanuel von Meißen, Erich Iltgen, Barbara Ludwig, Ingolf Roßberg sowie je ein Vertreter aller Stadtratsfraktionen berufen. Vorsitzender ist satzungsgemäß der Oberbürgermeister; seit Ingolf Roßbergs Suspendierung übernahm vertretungsweise Ingo Zimmermann das Amt, bis es zum Amtsantritt am 1. August 2008 auf die neue Oberbürgermeisterin Helma Orosz überging. Letzteres allerdings nur „theoretisch“, da (siehe Ende des Abschnitts) sich das Gremium zu diesem Zeitpunkt bereits in Auflösung befand.
Insgesamt hatte das Kuratorium anfangs 20 Mitglieder, wegen der Meinungsverschiedenheiten im Dresdner Brückenstreit gaben jedoch Konrad Zdarsa (damals Generalvikar in Dresden, heute Bischof in Augsburg) sowie die Stadträte von CDU, FDP und Bürgerfraktion ihr Amt auf. Auch Landtagspräsident Erich Iltgen nahm nicht mehr an den Sitzungen teil.
Im Zusammenhang mit dem Brückenstreit warb das Kuratorium mehrfach für Kompromissbereitschaft, beispielsweise in Briefen an die Entscheidungsträger in Stadt, Land und Bund. Als Konsequenz daraus begründete Konrad Zdarsa seinen Austritt aus dem Gremium damit, dass er nicht mehr an einem Prozess beteiligt sein wolle, „der das demokratisch legitimierte Votum von mehr als zwei Dritteln der Dresdner Wählerinnen und Wähler unterläuft“. Nachdem zuletzt auf die Schreiben an den sächsischen Ministerpräsidenten Stanislaw Tillich nicht einmal mehr Eingangsbestätigungen erfolgt seien, beschlossen die verbliebenen Mitglieder am 30. Juni 2008 resigniert und einstimmig ihren Rücktritt, indem sie den Stadtrat um Entbindung von ihrer Aufgabe baten.

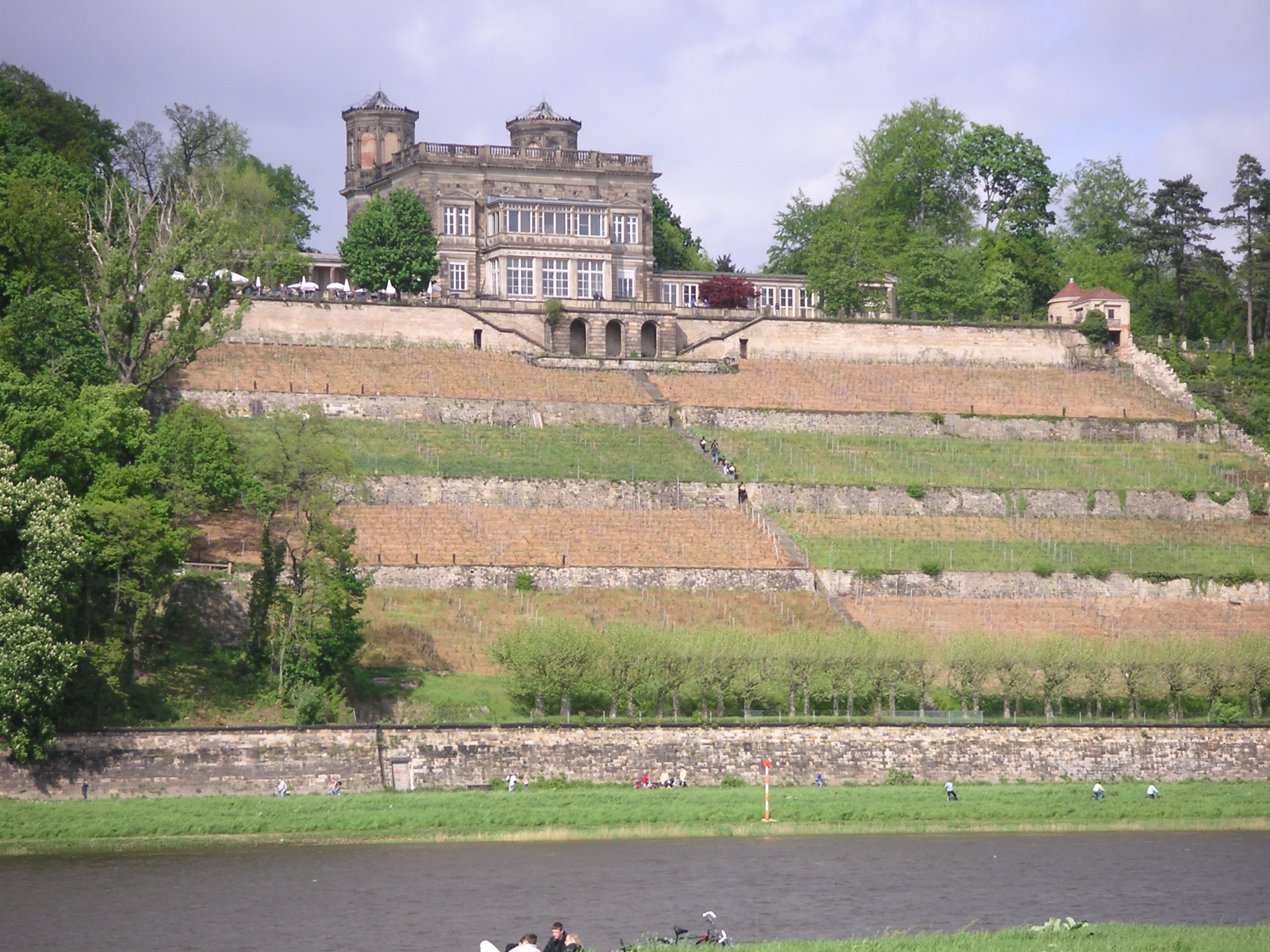
Villa Stockhausen (Lingnerschloss), ehemaliger Sitz des Welterbezentrums

### Welterbezentrum
Das Dresdner Welterbezentrum unter Trägerschaft des Entwicklungsforums Dresden e. V. arbeitete im Auftrag der Landeshauptstadt und wurde durch sie gefördert. Es war die zentrale Informations- und Koordinierungsstelle des Welterbegebiets und diente mit seinem Sitz im Lingnerschloss auch als Veranstaltungs- und Ausstellungsort.
Die regelmäßigen Öffnung der Räumlichkeiten endete Ende August 2009, lediglich einige begonnene Projekte – beispielsweise eine Vortragsreihe über andere Welterbestätten – wurden danach noch bis zum Jahresende fortgeführt.

### Welterbetag
Seit dem Bestehen ihres Welterbes lud die Landeshauptstadt alljährlich am ersten Junisonntag zum Welterbetag ein, so auch 2009 zum fünften und letzten Mal.

### Unterstützer
Partner des Welterbes waren zahlreiche Institutionen inner- und außerhalb Dresdens. Daneben gibt es die Bürgerinitiative Welterbe Dresdner Elbtal.
Durch das Entwicklungsforum Dresden wurden der Stiftungsfonds UNESCO-Welterbe (unter dem Dach der Bürgerstiftung Dresden) und der Fachrat Dresdner Welterbe gegründet. Letzterer engagierte sich für eine Tunnellösung der Waldschlößchen-Elbquerung, um die Aberkennung des Welterbetitels zu verhindern.